# Delta fluvial

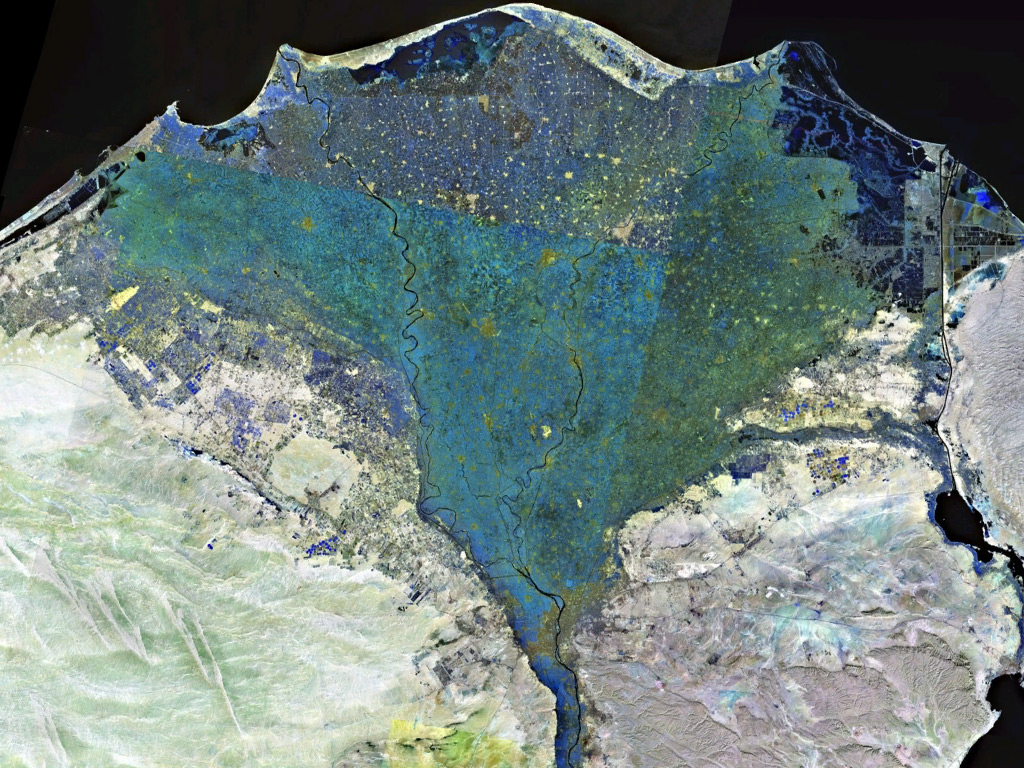
El delta del Nil vist des d'un satèl·lit (fals color).

Un delta fluvial, o simplement delta, és un accident geogràfic que consisteix en una acumulació de sediments, o cos sedimentari, que es forma en una àrea de la boca d'un curs d'aigua que transporta sediments i clasts d'una conca hidrogràfica amb una massa d'aigua relativament estacionària.
Segons on la conca desguassa les seves aigües (mar o llac), es pot tenir un delta marí o un delta lacustre.
El terme «delta» prové de la forma triangular que molts cossos sedimentaris d'aquest tipus formen sobre el terreny (semblant a la quarta lletra de l'alfabet grec, Δ).
El delta és el contrari de l'estuari.

## La morfologia i l'estructura sedimentària

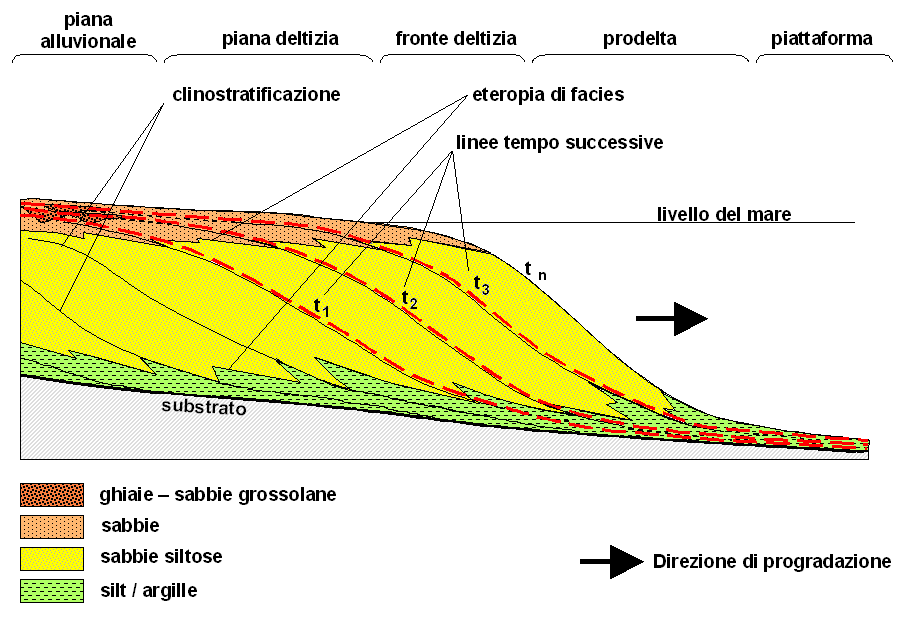
Secció longitudinal ideal d'un delta. Si tallem un delta en la direcció del corrent, veiem una sèrie de capes inclinades cap al mar (o cap a la conca) dipositats en diferents moments (t_{1} - t_{n}) per obra del corrent fluvial. En cada capa, dipositada en un instant particular, la granulometria (és a dir, la mida de les partícules de sediment) tendeix a disminuir de terra cap al mar: tenim sorres i graves a la plana deltaica, al front deltaic hi ha llims, i al prodelta hi ha argiles.

La imatge de la dreta és una secció geològica ideal en la direcció longitudinal (paral·lela a la direcció predominant dels corrents del riu) d'un delta.
- La plana deltaica és la part emergida del delta, sovint en continuïtat amb una plana al·luvial, i es caracteritza pels fenòmens i la morfologia similar dels al·luvions i dels sediments més gruixuts.

- El front deltaic es troba en condicions superficials o subaquàtiques, en funció de les fluctuacions del nivell del mar. Es caracteritza per la presència de barres en la boca (acumulacions de sediments dipositats pel corrent del riu entrant per la pèrdua de càrrega a causa de l'abrupta disminució de la velocitat). Les estructures sedimentàries més comunes són estratificacions i laminacions obliqües i creuades en petita i mitjana escala (estratificacions creuades i ripples d'onatges i de corrent).

- El prodelta està totalment submergit i constitueix la major part del volum del delta. Es caracteritza per sediments molt fins (sorra fina, llim, argila) dipositant-se a poc a poc la boca. Les estructures sedimentàries més comunes són laminacions i bioturbacions (estructures produïdes per l'activitat dels organismes vius, com ara cucs, mol·luscs, etc.).

El front deltaic i el prodelta es caracteritzen per l'estratificació inclinada a gran escala. L'angle de la disposició de les capes (exageració vertical a la imatge de la dreta) depèn del tipus de sediment. És més alt en sediments gruixuts (grava, sorra) i més baix en els sediments fins (llim, argila). La superposició i la deposició a l'interior de la conca en temps successius (en l'exemple anterior t1 - tn) de capes i cossos sedimentaris dona lloc a una alineació geomètrica de tipus progradacional. La imatge de dalt és un exemple d'una progradació sigmoïdal (la forma de les capes en una secció és similar a la lletra sigma de l'alfabet grec).

## La formació d'un delta
Un delta marí està format per la combinació dels processos fluvials (sedimentació i corrents fluvials) i del processos marins (acció de les ones, corrents costaners i marees) en condicions ambientals, tant en la superfície de l'aigua com per sota.

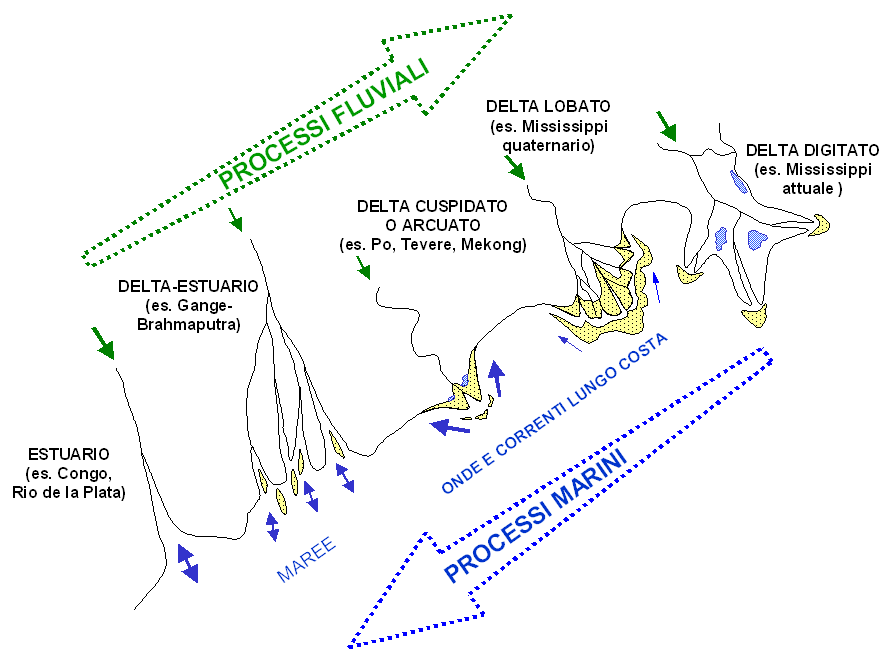
Formes dels deltes associades als dipòsits de sediments. El predomini dels processos fluvials (sediments) tendeixen a formar deltes digitats i deltes lobulats. Augmentant la importància dels processos marins (onades i corrents costaneres) es formen deltes en forma de cúspide i de forma arquejada. Amb la presència de grans marees es formen delta-estuaris i estuaris

De fet, la morfologia i la mida d'un delta depenen de múltiples factors:
- la quantitat de sediment aportat pel riu (cabal màssic);
- la granulometria del sediment: principalment la relació entre els materials fins (argila i llim, que es transporten principalment en suspensió per l'aigua del riu) i els gruixuts (sorra i grava, que es transporten en contacte amb el fons);
- la velocitat del corrent (cabal hidràulic);
- el tipus i l'energia dels processos marins (onades, marees, corrents);
- la morfologia del llit fluvial que rep els sediments;
- la subsidència (descens del terreny).

Els tres primers factors són altament dependents del clima, fisiografia del terreny (especialment del relleu) i la litologia. Els tres últims depenen de la interacció entre la conca de drenatge i l'erosió del riu amb la conca que rep l'aigua i el sediment transportat.
En particular, la forma típica d'un delta es realitza en el cas en què els processos fluvials tendeixen a prevaler sobre els marins (delta constructiu) i el delta avança (progradació) dins del llit. Per contra, la prevalença dels processos marins tendeixen a erosionar més ràpidament el delta que es forma, i redistribueix els sediments al llarg de la costa. En aquest cas es forma un estuari, on el llit del riu desemboca directament al mar.
La imatge de dalt ofereix una visió general de les formes adoptades pels deltes segons la prevalença dels processos fluvials o marins. La classificació utilitzada per definir un delta es basa en l'efecte combinat de tres factors: volum de sediments transportats pel riu, energia de les marees i les onades. El delta del Mississipi representa el cas típic en què la construcció del delta està dominat pel volum de sediments, el delta del São Francisco és representatiu del delta dominat per les onades, i el delta del Ganges-Brahmaputra està modelat per les marees.

Exemple de formació d'un delta: el riu Groc
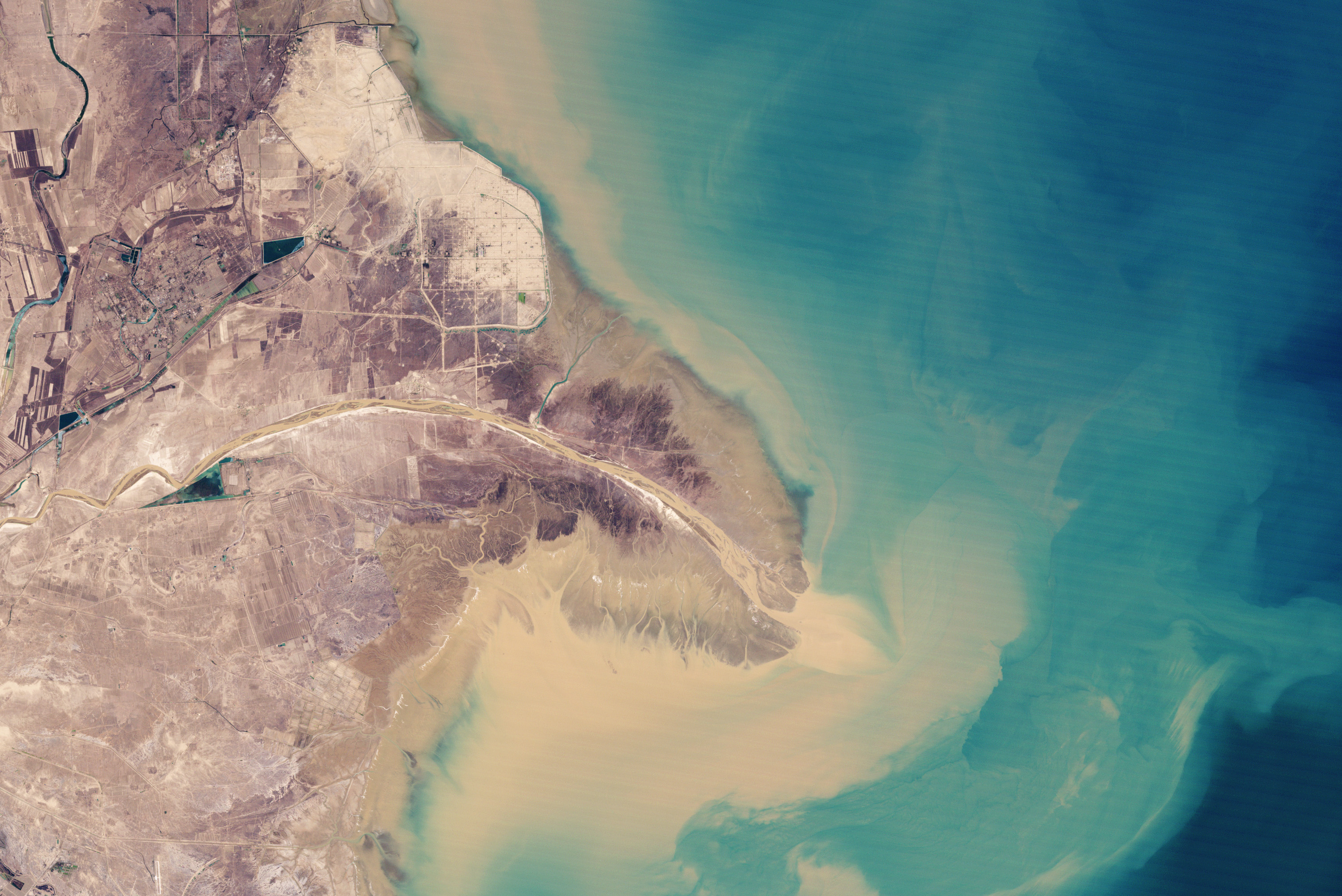
1989
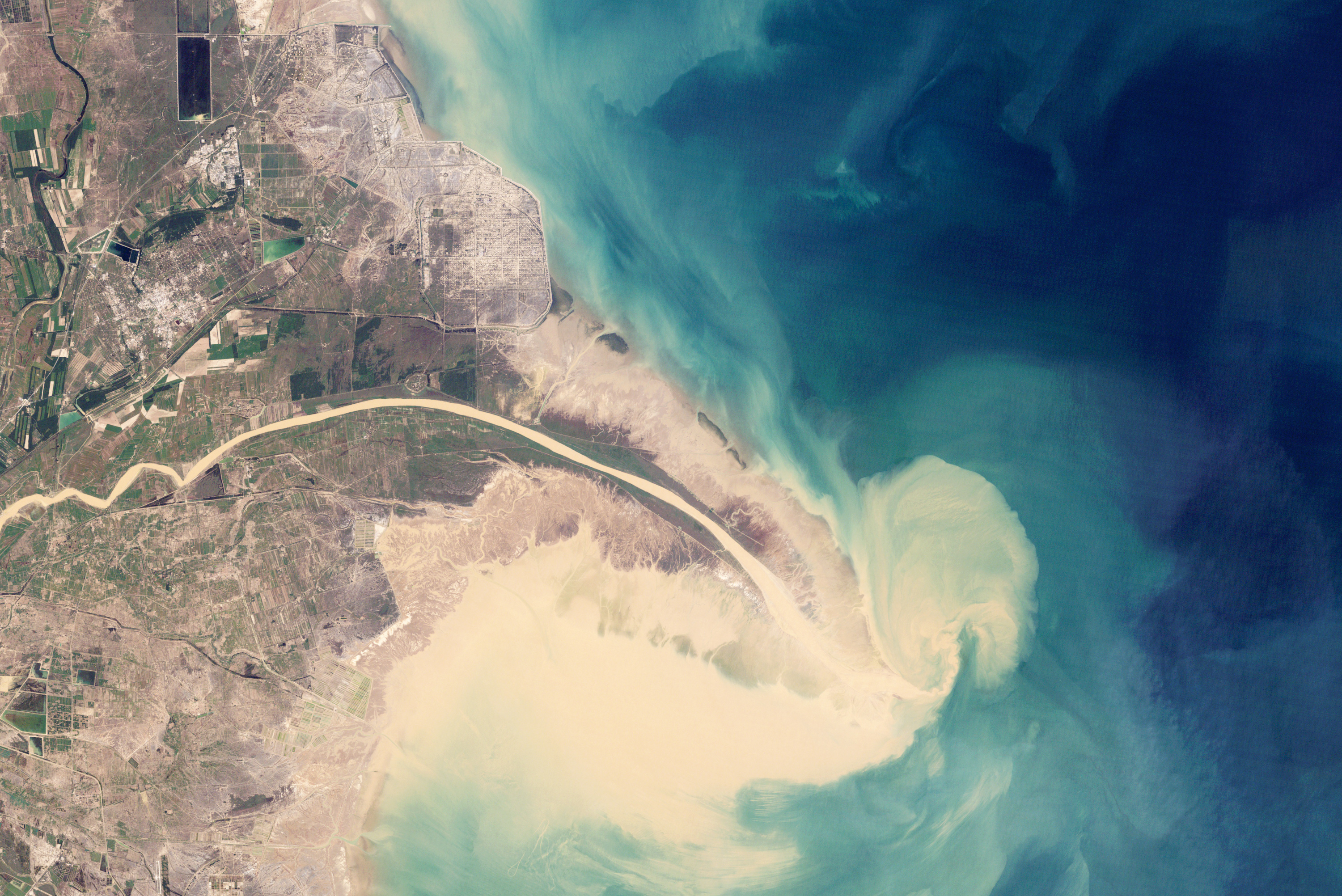
1995
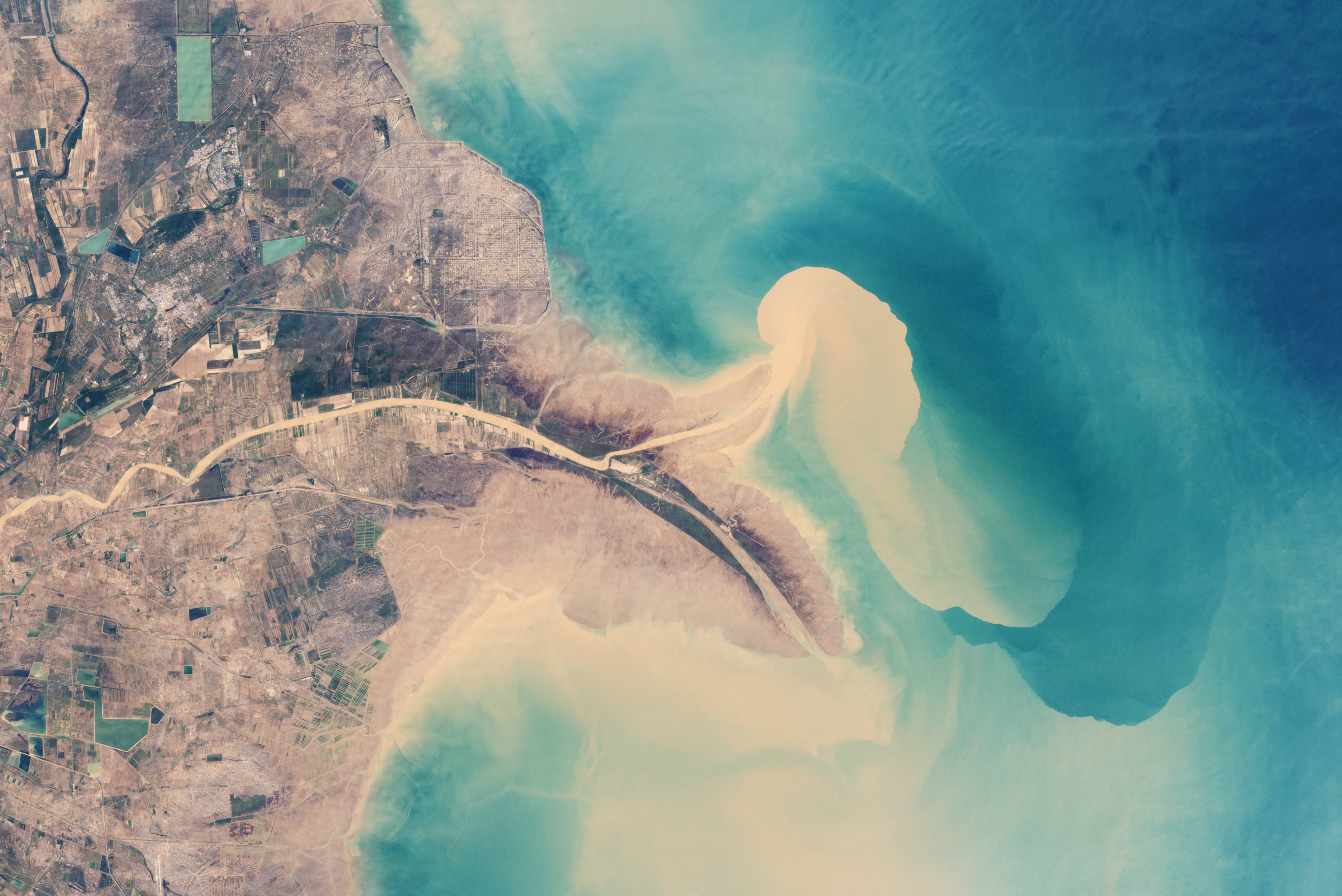
1999
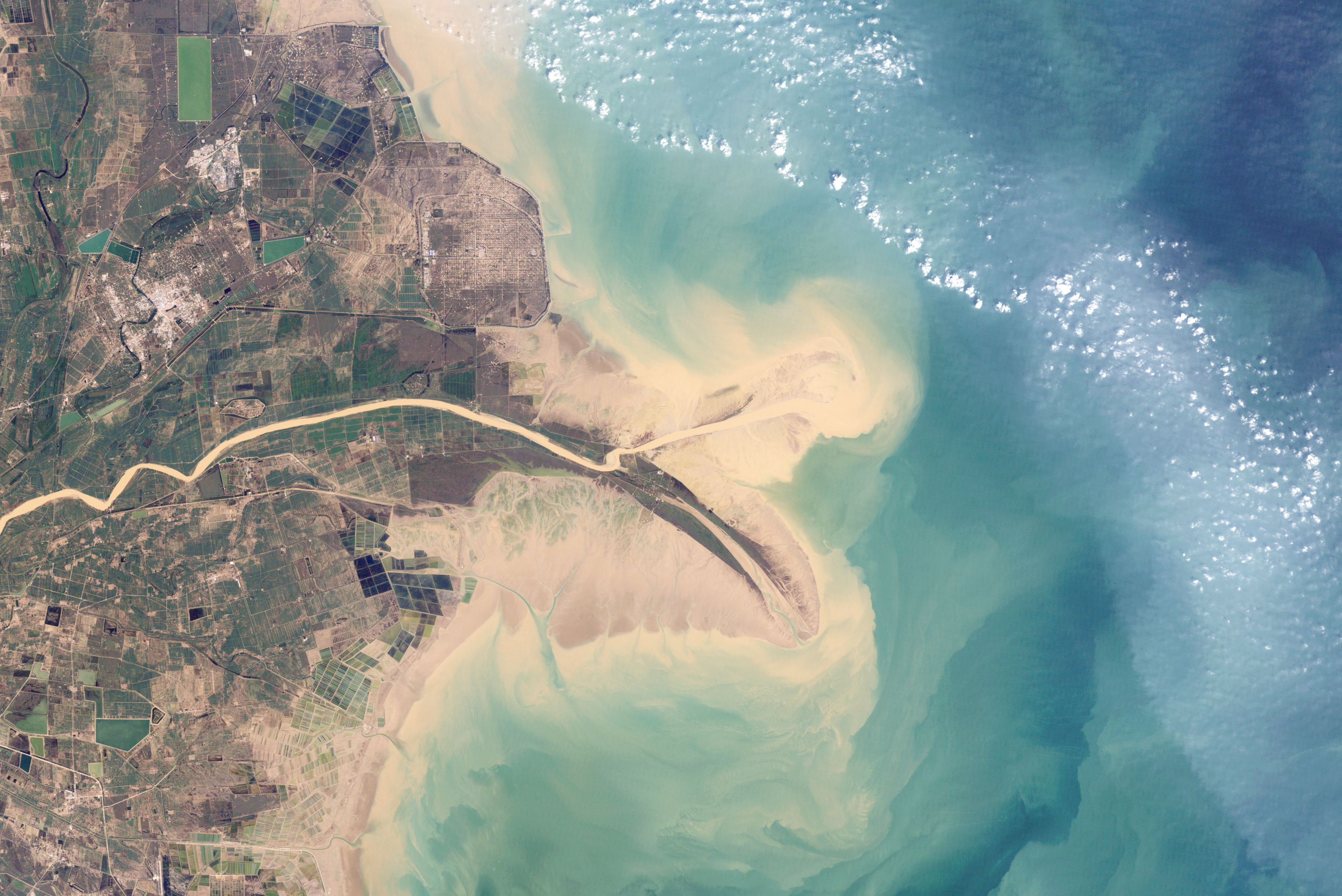
2004
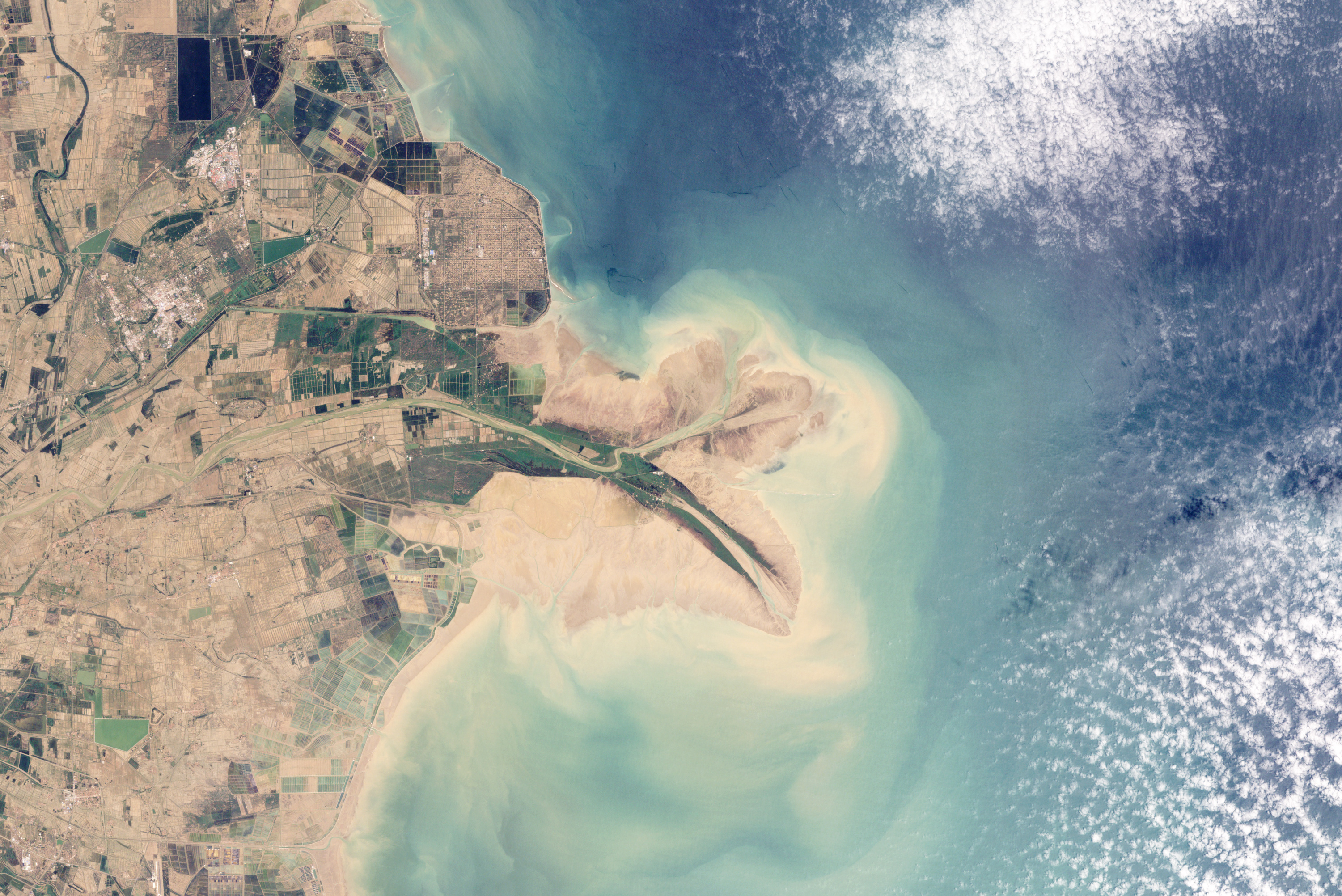
2009

## El règim de cabals

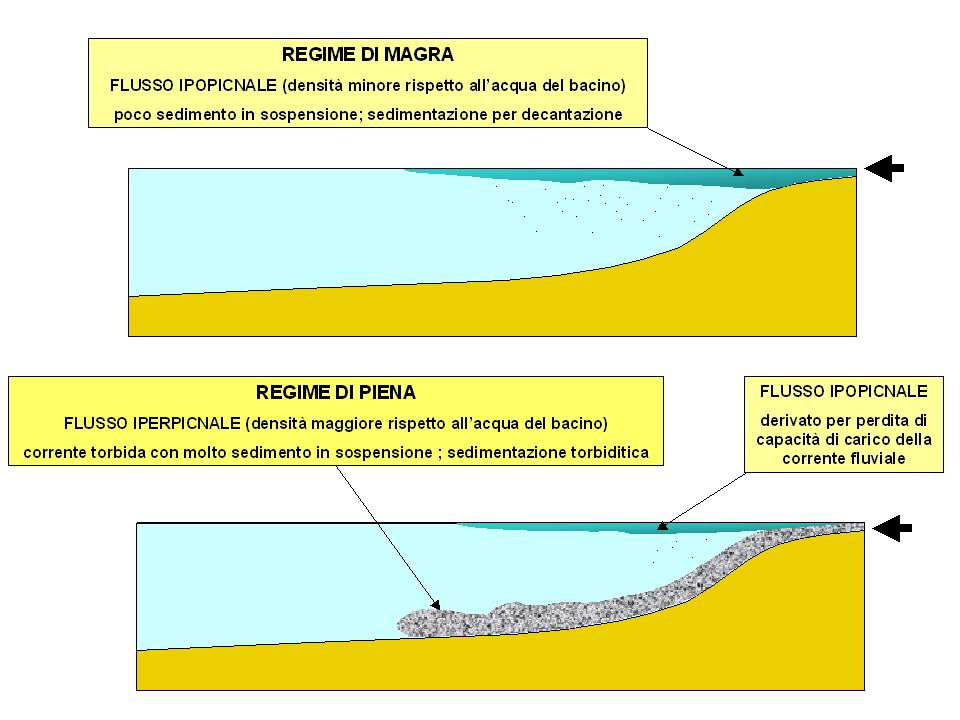
En períodes d'escassetat de càrregues en suspensió al corrent del riu entrant (durant l'estiatge) dona lloc a un flux hipopícnic (amb menor densitat que les aigües de la conca), que deposa els sediments per decantació (imatge superior)
En èpoques de pluges (en riuades), la càrrega del corrent del fons del riu dona lloc a un flux hiperpícnic (més dens que les aigües de la conca), amb la deposició de sediments gruixuts tipus turbidita (imatge inferior)

En general, el cabal hidràulic i el tipus de càrrega de sediments contingut en l'aigua es veuen afectats per l'estacionalitat, amb l'alternança de règims d'estiatge (durant la temporada menys plujosa) amb de riuades (en l'època de pluges). Aquesta estacionalitat pot tenir un impacte significatiu en la sedimentació.
- Durant el règim d'estiatge, el riu es caracteritza per la seva escassa quantitat d'aigua, menor velocitat del corrent, i la baixa càrrega de sediments que principalment estan en suspensió. Com a resultat, el flux de la conca del riu tendeix a tenir menys densitat que la massa d'aigua que el rep, sobretot si és salada (flux hipopícnic), i forma una capa superficial fins a una certa distància de la boca, perdent gradualment la càrrega dels sediments en suspensió que es van deposant per decantació.

- Durant el règim de riuada, augmenta el cabal d'aigua i la velocitat del corrent, que fa augmentar tant la càrrega en suspensió com la càrrega de la part inferior (és a dir, el material transportat situat entre el fons i la capa d'aigua que està en contacte amb el fons). La part més densa del corrent fluvial amb la càrrega de la part inferior dona lloc a fluxos amb densitat més alta que les aigües de la conca (flux hiperpícnic), que tendeixen a moure's en contacte amb el fons marí. Sovint, la notable densitat en els corrents dels rius en règim de riuada, per la presència de la càrrega de fons, dona lloc a corrents turbidítiques, que deposen sediments gruixuts del tipus turbidita fins i tot a una distància considerable del delta.

## L'ambient sedimentari
El delta fluvial és un ambient sedimentari molt complex, amb diversos subambients:
- Superficial
  - plana deltaica

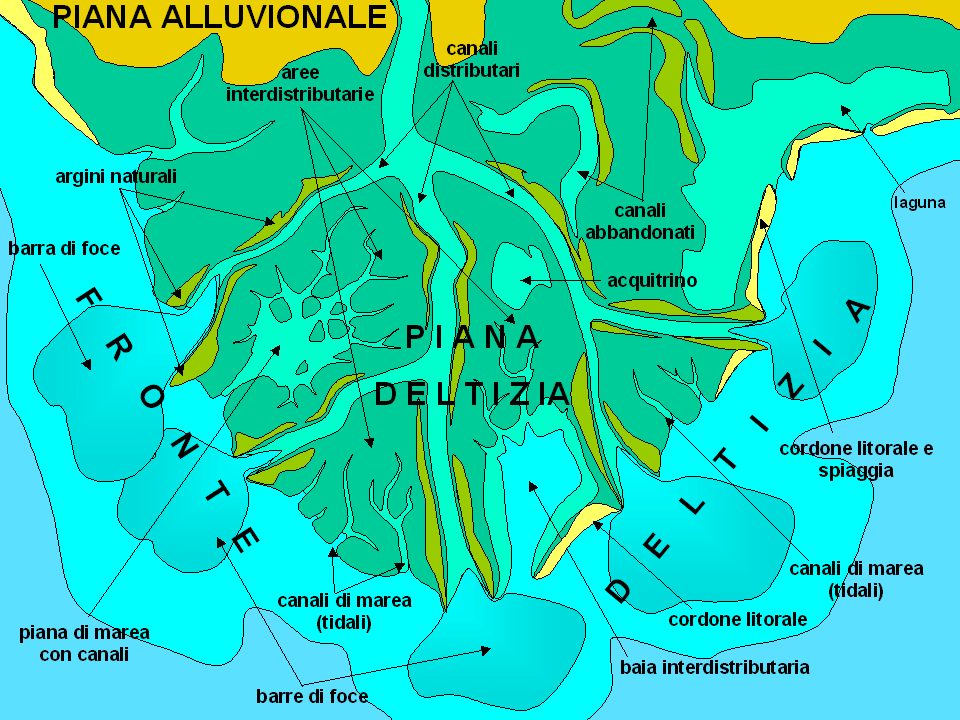
Mapa d'un delta ideal amb els principals ambients sedimentaris (Explicació en el text)

    - canals distributaris (canals més o menys ramificats, que es caracteritzen per l'alta energia del corrent i els sediments de sorra gruixuda)
    - dics naturals (llocs estrets i allargats, detectats topograficament, que envolten els canals, formats per la ràpida deposició de sediments per la pèrdua de velocitat del corrent a la vora del flux principal del canal)

  - front deltaic
    - àrea interdistributària (zones situades entre els canals distributaris que es caracteritzen per una baixa energia del corrent i els sediments fins (argila i llim))
      - llac o pantà distributari
      - dipòsits de ruta (dipòsits de forma irregular o el ventall d'una ruptura d'un dic natural local)
      - badia interdistributària
      - plana de marea i canals de marea
- Submergit
  - prodelta
    - proper (d'alta energia)
      - barres de boca
      - platges i cordons litorals (produïts pels corrents al llarg de la costa)
      - barres i cordons de marea (produït pels corrents de marea)

    - distant (de baixa energia)
      - barres distants
      - platges distants

L'estudi dels sediments dels «deltes fòssils» pot proporcionar informació sobre les antigues conques hidrogràfiques perquè en aquests sediments es troben minerals que provenen de muntanyes i substrats geològics actualment desapareguts.

## Tipus de deltes
Les següents són, en resum, les descripcions dels principals tipus d'aparells deltaics i les relatives condicions de sedimentació. Aquesta classificació pertany a Galloway (1975) en el qual els deltes es classifiquen en funció de la influència dels corrents dels rius, de les onades i de les marees.
Òbviament, aquesta tipologia no esgota tota la gamma de variabilitat d'un aparell deltaic natural. Hi ha determinats tipus mixtos en gradacions entre els termes purs d'aquesta classificació, fins i tot depenen de la importància en que diferents autors donen a certs processos i a les normes la classificació utilitzada. Com a exemple, el delta del Po es troba en realitat en el límit entre un tipus de sistema deltaic lobulat (per al perfil complex i l'elevat nombre de canals distributaris) i el tipus en cúspide (per la rellevància dels processos costaners, especialment els corrents al llarg de la costa, que redistribueixen el sediment i dona lloc al tipus particular de progradació que es descriu a continuació per a aquest tipus de delta).

### Delta digitat

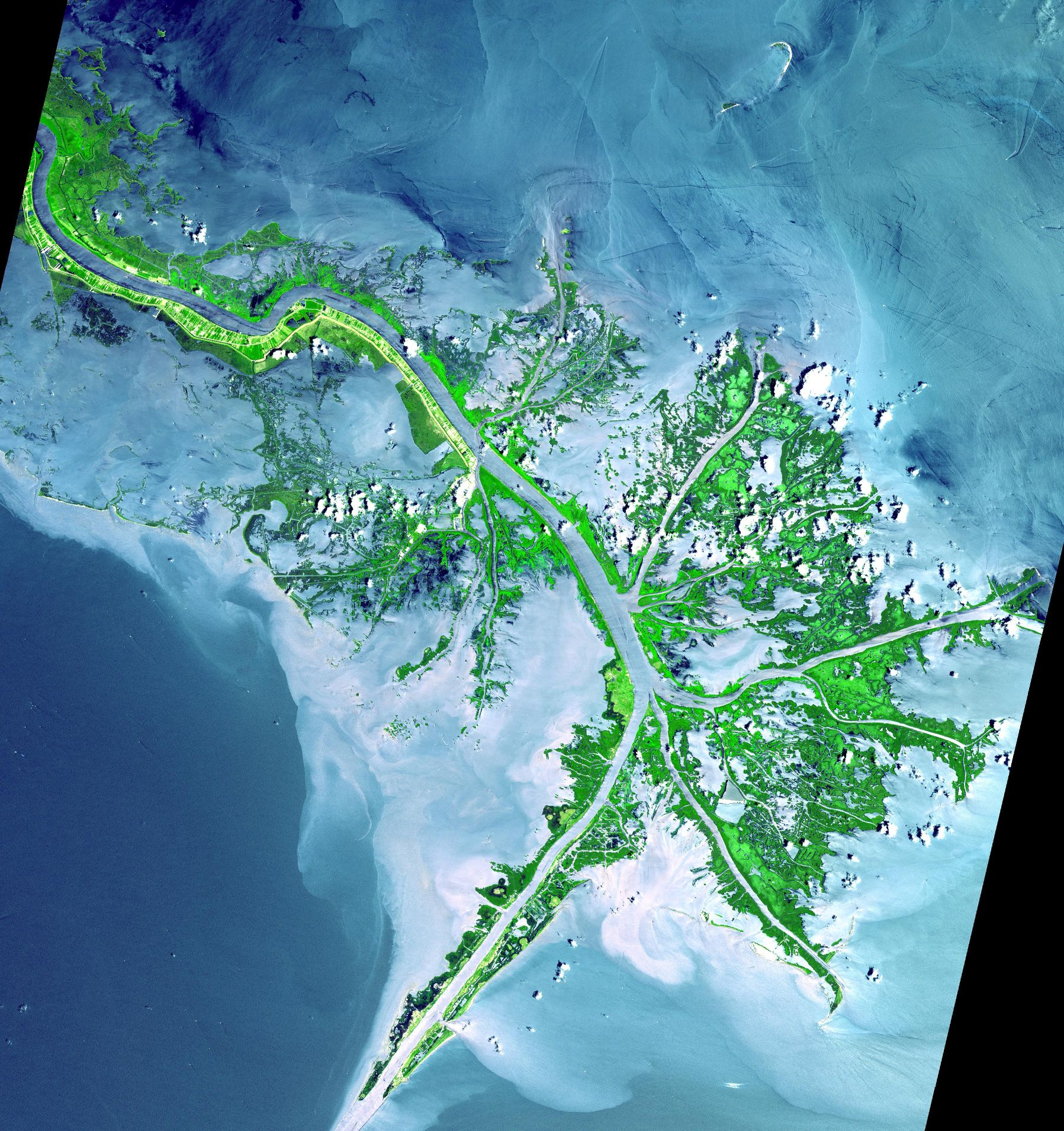
Detall del delta del Mississipi que mostra la branca activa, exemple típic d'un delta digitat que creix en ambients amb energia marina pobres

La plana deltaica forma una línia de costa molt irregular, amb franges de terra allargades (com «dits») que sobresurten en el mar, semblant als dits del peu d'un ocell (vegeu l'exemple del delta del Mississippí). Aquestes digitacions són produïdes per la ràpida deposició de sediments als costats dels canals distributaris, que s'eleven en forma de bancs naturals, promovent així el confinament de la càrrega que manté la seva individualitat i avança cap al mar. Els dipòsits del front deltaic són barres derivades de la deposició de la càrrega inferior més gruixuda a la boca dels canals distributaris, per la sobtada disminució de la velocitat del corrent.
En general és (com l'actual aparell deltaic del Mississipi) un delta marí baix, amb els processos marins (corrents costaners, les onades i les marees) molt febles, amb poc desnivell topogràfic de la plataforma continental, i amb corrents fluvials d'un gran cabal i molta càrrega suspesa. Aquestes condicions es realitzen en les zones marines protegides del mar obert, com golfs (com el Golf de Mèxic) i braços de mar, a la que desemboquen els rius que drenen grans conques. En aquestes condicions, el delta tendeix a progradar-se ràpidament cap al mar; els canals distributaris avancen erosionant les barres dipositades prèviament a la boca fins que són abandonades en favor dels nous distributaris que s'obren dins de les badies interdistributàries.

### Delta lobulat

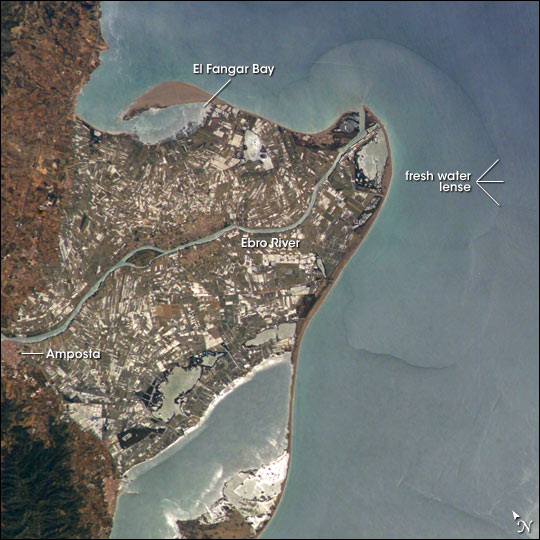
Delta del riu Ebre, un exemple de delta lobulat

En aquest cas no hi ha digitacions pròpiament dites, sinó uns lòbuls més o menys arrodonits. Un aparell deltaic d'aquest tipus es desenvolupa en condicions similars a l'anterior, però amb una acció més accentuada de les onades i del corrent costaner, que redistribueixen el sediment entrant en una banda de sediments més continus formats per la juxtaposició de diverses barres.
La xarxa de canals distributaris és més dens i més inestable que el delta digitat, amb freqüents bloqueigs i ruptures. La presència de corrents al llarg de la costa permet la formació de cordons i de fletxes litorals.

### Delta en cúspide o arquejat

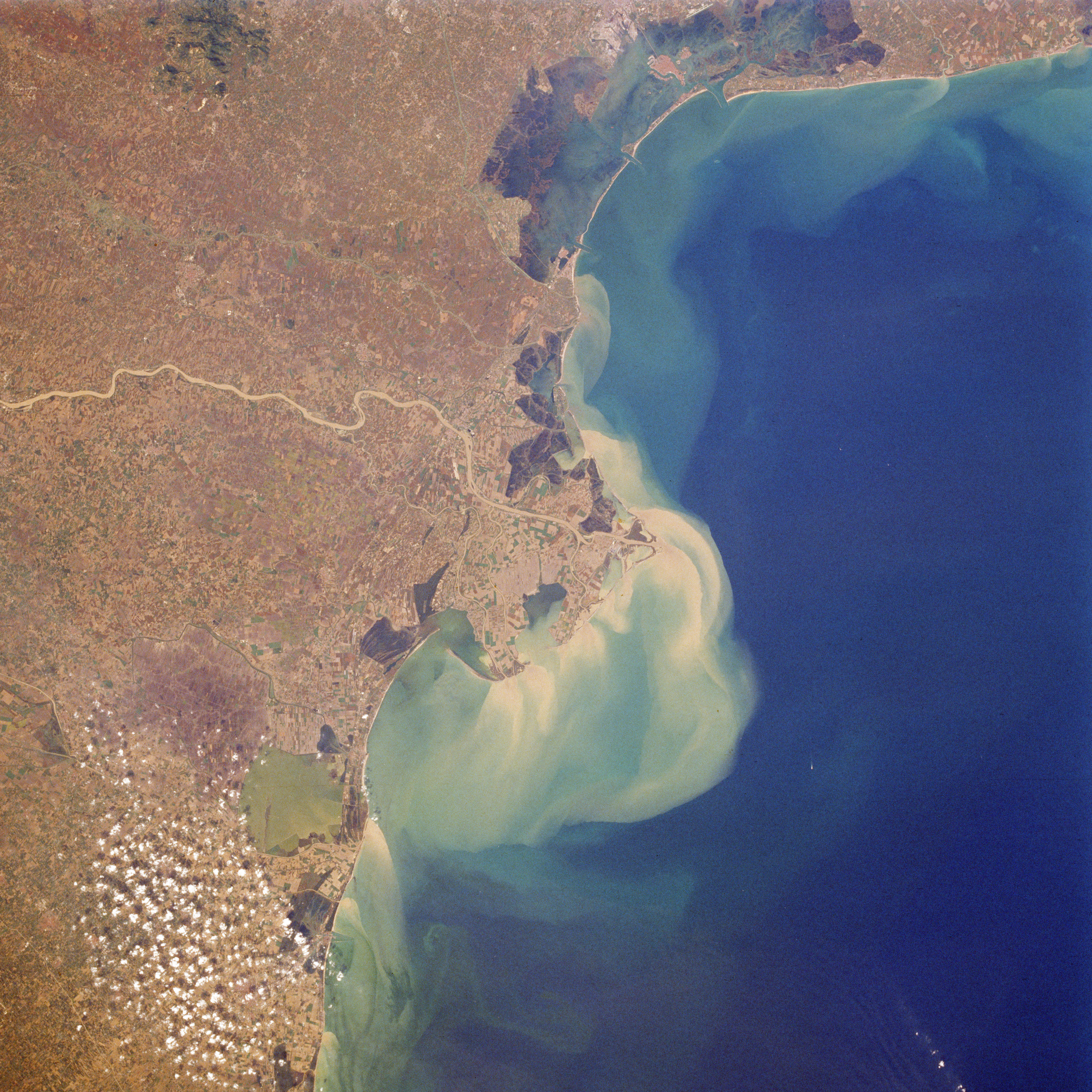
El delta del Po i la llacuna de Venècia, un exemple complex de delta en cúspide. Els corrents costaners tendeixen a portar els sediments en suspensió cap al sud

Es caracteritza per la presència de només un o uns pocs canals distributaris i per una línia de costa més regular. El delta en cúspide correspon a un índex d'eficiència dels processos fluvials més gran que el del delta arquejat, però els dos tipus tenen unes dinàmiques substancialment similars.
En aquest cas, el gradient topogràfic de la part submergida de la costa és més alt i els processos marins (onades i corrents litorals) són més actius que en els tipus anteriors: la seva acció neteja la fracció fina del sediment entrant i redistribueix els sediments sorrencs que s'acumulen en barres paral·leles a la costa, als costats dels canals distributaris. El delta tendeix a avançar en períodes d'inundacions formant barres, que es desfan en gran manera per l'activitat de les ones i els corrents durant els períodes d'estiatge.
En un delta en cúspide (com el delta del Po), les barres de la boca estan desgastades només parcialment i segueix sent una àrea de llacunes on es decanten sediments fins que, degut a l'avanç del delta, es converteix en una zona d'estanys i aiguamolls (com les Valls de Comacchio).
La prevalença dels corrents costaners i de l'onatge pot donar lloc al desenvolupament de cordons litorals paral·lels a la línia de costa. La prevalença de l'onatge en general dona lloc a cossos de deposició en ventall amb barres concèntriques.

### Delta dominats per la marea
En els deltes dominats per la marea, la morfologia de delta està controlada per les marees, com el delta del Ganges, que poden ser principalment submarins, amb prominents barres i bancs de sorra. Això tendeix a produir una estructura dendrítica (ramificada). Els deltes dominats per la marea es comporten de manera diferent als deltes dominats pel riu i per les ones que solen tenir uns quants canals distributaris principals; una vegada que un canal distributari s'asseca es forma un nou canal en un altre lloc, mentre que en un delta dominat per la marea només es formen nous distributaris durant els temps en què hi ha molta aigua, com ara inundacions o tempestes. Aquests distributaris mantenen un cabal bastant constant fins que a poc a poc s'assequen.

### Delta de marea d'aigua dolça
Un delta de marea d'aigua dolça és un dipòsit sedimentari que forma un riu en una ria o en un estuari a la zona coneguda com a «subestuari». Les valls dels rius costaners que van ser inundades per l'augment del nivell del mar durant el Plistocè tardà i el posterior Holocè tendeixen a tenir estuaris dendrítics amb molts tributaris. Cada tributari imita el gradient de salinitat des de la seva unió salobre amb l'estuari fins al corrent fresc alimentat per la propagació de la marea d'aigua dolça. Com a resultat, els tributaris es consideren subestuaris.
L'origen i l'evolució d'un delta de marea d'aigua dolça implica processos propis de tots els deltes, així com els processos que són únics per a l'entorn d'aigua dolça. La combinació de processos que creen un delta de marea d'aigua dolça provoquen una morfologia diferent i característiques ambientals úniques. Molts deltes de marea d'aigua dolça que existeixen actualment són causats directament per l'aparició o els canvis en l'ús històric de la terra, especialment la desforestació, l'agricultura intensiva i la urbanització.
Aquestes idees estan ben il·lustrades pels nombrosos deltes de marea d'aigua dolça que s'estan produint a la badia de Chesapeake, al llarg de la costa est dels Estats Units. Les investigacions han demostrat que els sediments acumulats d'aquest estuari deriven de la desforestació de l'assentament post-europeu, l'agricultura i el desenvolupament urbà.

### Delta-estuari

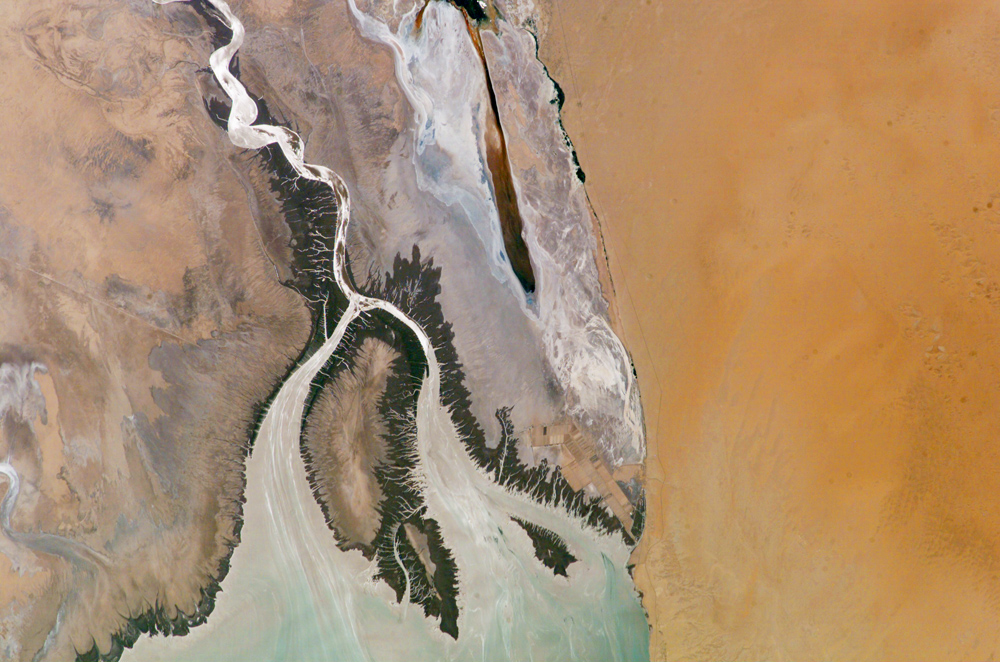
Riu Colorado, un exemple de delta-estuari. La imatge mostra la part terminal del complex deltaic

Es forma quan un riu desemboca a una zona costanera «macromareal» (en anglès, macrotidal; amb marees superiors a 4 m). En aquest cas l'acció del flux i reflux de les marees dona lloc a corrents que tenen una energia de transport major que els corrents fluvials entrants. Els canals distributaris (de forma d'embut acampanat) també funcionen com a canals de marea i dues vegades al dia pateixen el flux i el reflux del corrent, que processen constantment el sediment.
Els sediments de sorra, sota les directrius d'aquests canals, es caracteritzen per un balanceig típic d'«espina d'arengada» (en anglès: herringbone), amb làmines emergents alternativament cap a terra i cap al mar pel flux i reflux de les marees (normalment preval en tot cas, la inclinació cap a terra). Aquests processos condueixen freqüentment a l'obstrucció dels canals, amb oclusions i variacions que condueixen a la formació d'una xarxa de drenatge força complexa aigües amunt de les boques de l'estuari.
Les àrees interdistributàries tenen el caràcter de plana de marea, amb la típica triple divisió de la zona de marees: la zona submareal (per sota de la línia de baixamar), intermareal (nivells entre la marea baixa i alta) i supramareal (per sobre del nivell de plenamar), i es pot desenvolupar canals de marea i llacunes d'aigua salada.
No hi ha verdaderes barres de boca, però hi ha cordons de marea estirats en direcció perpendicular a la costa per l'acció dels corrents de marea, que no migren lateralment, mantenint una forma lineal. En general, hi ha transport significatiu al llarg de la línia de costa, sent predominant l'acció de les marees. Quan les condicions de l'activitat de les marees són molt freqüents no es forma cap sistema deltaic i el riu desemboca directament al mar amb un estuari.

### Delta conoide (Gilbert)

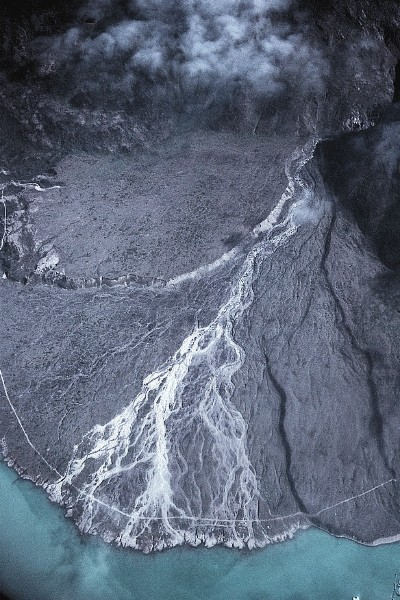
Delta conoide (Gilbert) format en la costa de Narsarsuaq, Grenlàndia. El delta està subjecte a acumulacions estacionals en relació amb el desglaçament de les glaceres i les consegüents inundacions. L'absència de vegetació, per raons climàtiques, que pugui retenir els sediments fa que els sediments es depositin en la part submergida

El delta «Gilbert» (anomenat així pel geòleg estatunidenc G.K. Gilbert, qui els va estudiar en detall a finals del segle xix), s'ha estudiat clàssicament en entorns lacustres (tant és així que per alguns autors, «Gilbert» segueix sent sinònim de delta-conoide lacustre), encara que en la literatura científica més recent ofereix diversos exemples de contextos marins costaners.
Es tracta de sistemes deltaics poc caracteritzats des del punt de vista topogràfic, amb una morfologia en forma de ventall  externament similar a la dels cons de tipus al·luvial.
La geometria interior presenta una clara divisió en tres elements:
- «Topset» (conjunt superior), el conjunt de capes horitzontals de la part superior i de l'interior de l'aparell deltaic, que es caracteritza pels sediments molt gruixuts;
- «Foreset» (conjunt davanter), caracteritzat per una estratigrafia amb una inclinació pronunciada de les capes cap a la conca;
- «Bottomset» (conjunt inferior), que es caracteritza pels sediments més fins al peu del front deltaic.

Aquest tipus de delta està format per sediments en general bastant gruixuts en gradients topogràfics costaners escarpats, i és característic dels ambients marins periglacials, amb rius amb flux torrencial i càrrega de sediments notable que desemboquen directament al mar. També es troben en les costes tectònicament actives, on la presència de falles o plecs sinsedimentàris (el moviment s'ha esdevingut simultàniament amb la sedimentació) a provocat augments locals i bruscs del gradient topogràfic i de l'erosió riu amunt de l'aparell deltaic.

### Delta interior

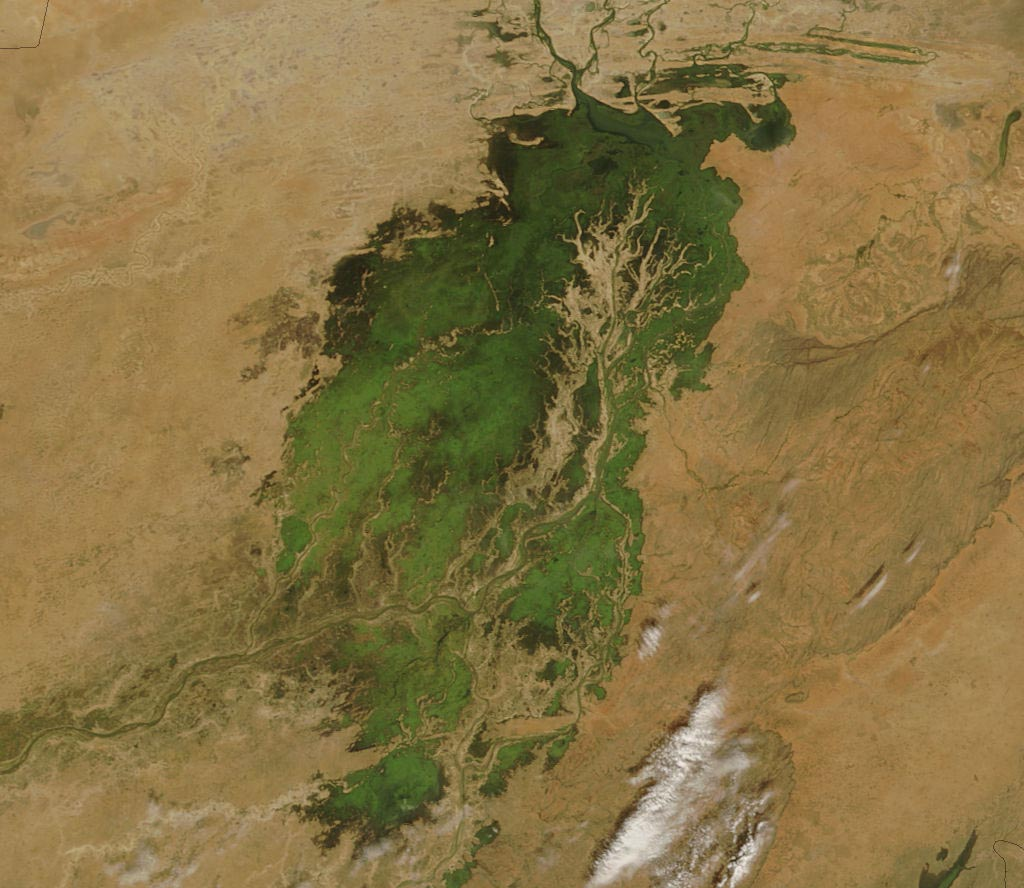
Delta interior del Níger

En casos excepcionals, el delta fluvial es troba dins d'una gran vall i s'anomena delta fluvial invertit.
De vegades, un riu es divideix en múltiples branques en una zona interior, només per tornar-se a unir i continuar fins al mar. Aquesta zona es denomina delta interior, i sovint es produeix en els antics llits d'un llac. El delta interior del Níger el delta Peace-Athabasca són exemples notables. L'Amazones també té un delta interior davant l'illa de Marajó.
En alguns casos, un riu que flueix cap a una zona plana i àrida es divideix en canals que s'evaporen a mesura que avança cap al desert. El delta d'Okavango a Botswana és un exemple ben conegut.

## La comunitat biològica

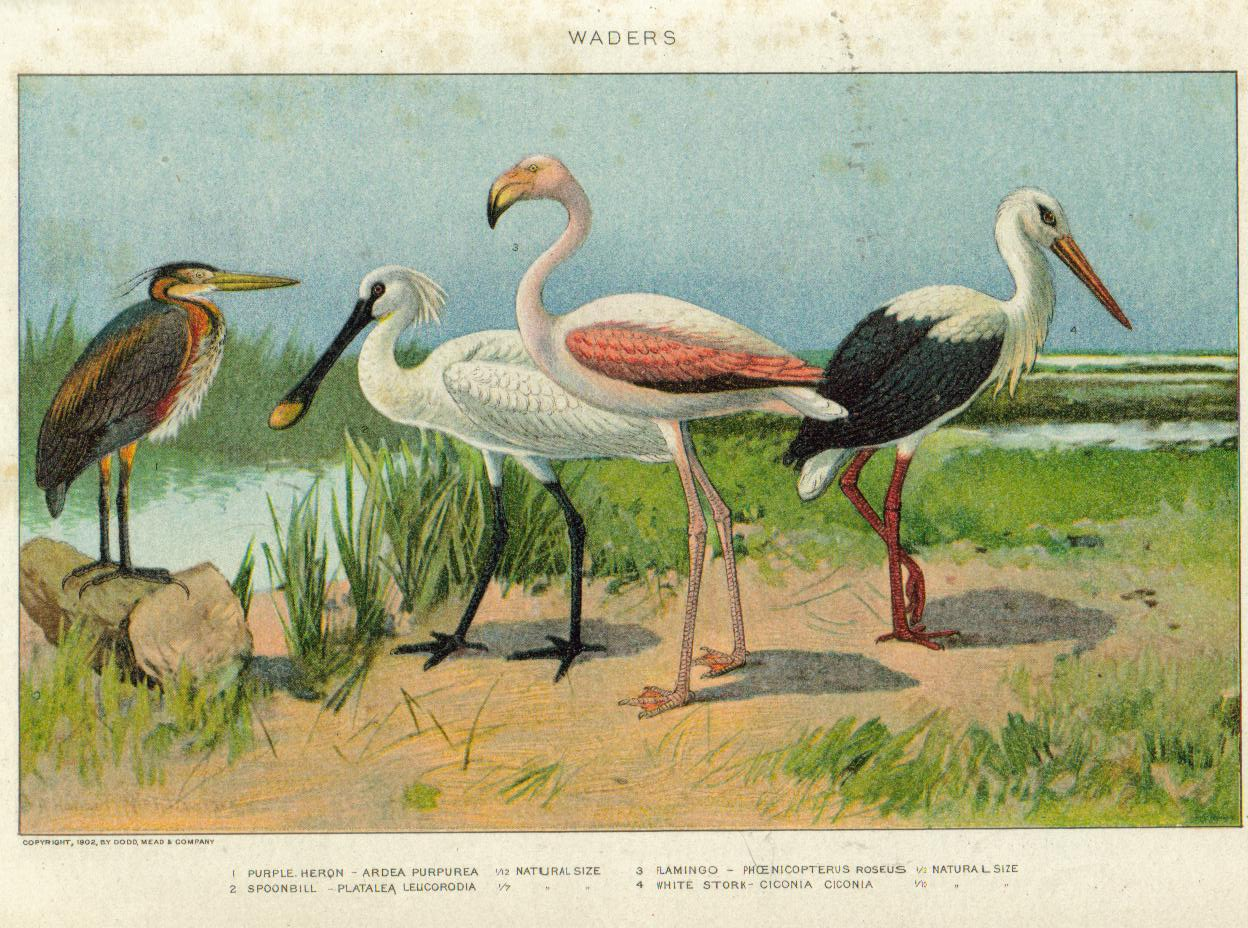
Un dibuix de 1902 amb quatre espècies representatives d'aus típiques de les zones humides i recurrents en el medi del delta (d'esquerra a dreta): un agró roig, una becplaner, un flamenc rosat i una cigonya blanca

Els deltes dels rius són ecosistemes de gran importància, la llar de moltes espècies d'animals i plantes. És un mitjà molt complex i estructurat  que permet la contigüitat de les comunitats tant marines i com continentals, sovint amb el desenvolupament d'adaptacions específiques.
Al delta hi ha representats diferents geòtops:
- fluvial (canals distributaris): algues i plantes superiors continentals d'ambient humit; desenvolupament significatiu de les faunes marines, amfibis, rèptils i mamífers aquàtics.
- plana costanera (plana deltaica): depenent del clima i de la latitud podem tenir tundra, bosc temperat, selva tropical, amb la seva respectiva fauna.
- palustre (representat per aiguamolls i pantans en les zones interdistributàries): desenvolupament d'algues i plantes superiors, com els manglars en el clima tropical. És rica en peixos, amfibis, rèptils, aus aquàtiques i mamífers aquàtics.
- llacuna (badies protegides per cordons de platja): és rica en fauna de peixos; desenvolupament de la fauna adaptada a les condicions salobres i esquizohalines (amb grans fluctuacions de salinitat).
- litoral (platja i platja submergida): desenvolupament de les coníferes en la zona interior de la platja protegida de la salinitat; presència a prop del mar de vegetació pionera (plantes halòfiles i psamòfiles); la fauna de mol·luscs i crustacis estan adaptats a les condicions d'alta energia; presència freqüent en certes àrees de mamífers marins.

## Riscos ambientals i hidrogeològics
La complexitat d'aquest entorn fa que sigui particularment fràgil i exposat a les conseqüències de l'activitat humana, amb diversos factors de risc. Entre els principals es troben:
- la contaminació (tant del sòl com de l'aigua): procedent d'activitats industrials, agrícoles i ramaderes, i també per la simple presència de concentracions d'habitatges (la contaminació pot ser química, orgànica, acústica i lluminosa).
- les activitats d'extracció: extracció de primeres matèries (grava i sorra, torba i lignit, i metà d'origen biogènic). Aquestes activitats poden tenir conseqüències importants:
  - la remoció de sediments pot alterar l'equilibri de perfil del llit fluvial provocant l'erosió.
  - l'extracció d'hidrocarburs d'acumulacions i dipòsits a baixa profunditat pot provocar l'augment de la subsidència, amb fenòmens d'inundacions sobre grans àrees del delta. Actualment, aquest fenomen és present (i estretament monitorat) en tot l'alt Adriàtica i al delta del Po, com a resultat de l'extracció de gas natural que es va perllongar durant dècades.[30]
- les activitats de caça i pesca: òbviament perjudicials si no es regula adequadament, ja que poden conduir a l'empobriment de la fauna i la reducció de la biodiversitat del medi.
- les activitats de navegació (tant plaer, com de transport o de pesca): són una font de contaminació, principalment químics i sonors, i de la pertorbació de l'aigua.

El recent canvi climàtic, l'escalfament global del planeta i l'augment del nivell mitjà del mar a causa del desglaç del gel polar, dona lloc a la inundació de gran part de les àrees del delta, amb dramàtiques conseqüències sobre el medi natural i sobre les activitats humanes. Una altra greu conseqüència és un augment de la salinitat de les aigües costaneres i l'augment de la intrusió d'aigua salada en els aqüífers de la franja litoral.

## Interessos econòmics

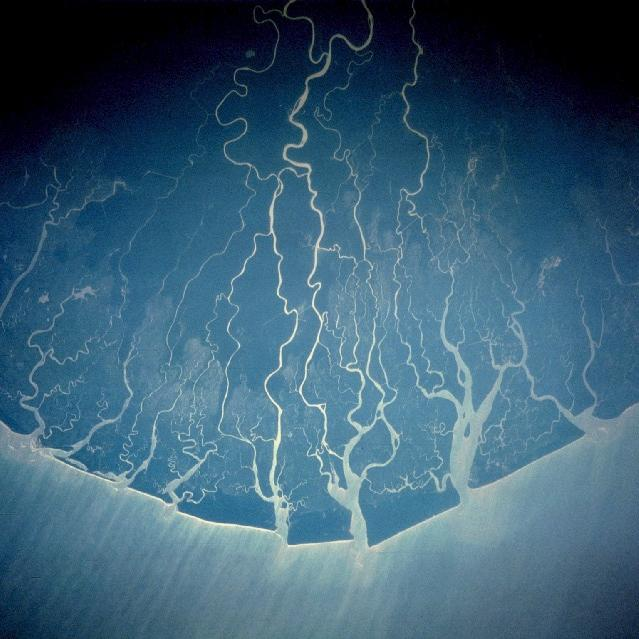
El delta del Níger. La part de la plana deltaica afectada per la marea està estabilitzada pel creixement exuberant dels manglars, i la regularitat del contorn de l'aparell deltaic emergit és interromput i segmentat per la presència d'una «growth fault» (falla de creixement) que desplaça el front deltaic

Els deltes proporcionen principalment vastes extensions de terres cultivables i edificables. Gran part de la població costanera del món viu en zones deltaiques, com el delta del Níger, Bengala i el delta del Nil. Però aquestes àrees, per la naturalesa de l'ambient deltaic, són inestables i sovint estan amenaçades per inundacions fluvials o marines i sotmeses a un alt risc hidrogeològic, donant lloc als factors ambientals i antropogènics que es detallen en els apartats anteriors.
Els ambients deltaics també són importants en el camp de la geologia minera en relació amb la recerca de jaciments de combustible fòssils. L'alta velocitat de sedimentació, amb la possibilitat d'acumulació, enterrament i fermentació de grans quantitats de matèria orgànica, fa que els deltes siguin potencialment importants en jaciments de carbó i hidrocarburs (petroli i gas natural).
No és insignificant la possibilitat de la valoració turística de les zones humides dels deltes. En Itàlia, l'exemple més notable de parc natural en ambient deltaic és el Parc del Delta del Po (dividit entre les regions de Vèneto i Emília-Romanya), que té una superfície de 52.000 hectàrees. A Catalunya podem trobar-hi el Parc Natural del Delta de l'Ebre (situat en les comarques del Montsià i del Baix Ebre), amb una superfície de 7.802 hectàrees.

### Carbó
Els dipòsits de carbó poden sorgir de la transformació dels dipòsits de torba típics de les zones pantanoses que es desenvolupen en la plana deltaica al·luvial envoltada pels canals distributaris. Les transgressions marines regulen la distribució de les acumulacions de torba i la migració lateral dels canals distributaris, juntament amb una contínua subsidència, afavoreix la formació del típic cicle sedimentari repetitiu en direcció vertical.
Part dels dipòsits de carbó del «Coal measures carbonifere» (jaciments de carbó d'hulla) de la conca anglesa són d'origen deltaic. Un altre exemple són els jaciments del Carbonífer superior (Pennsylvanià) d'Illinois.

### Hidrocarburs

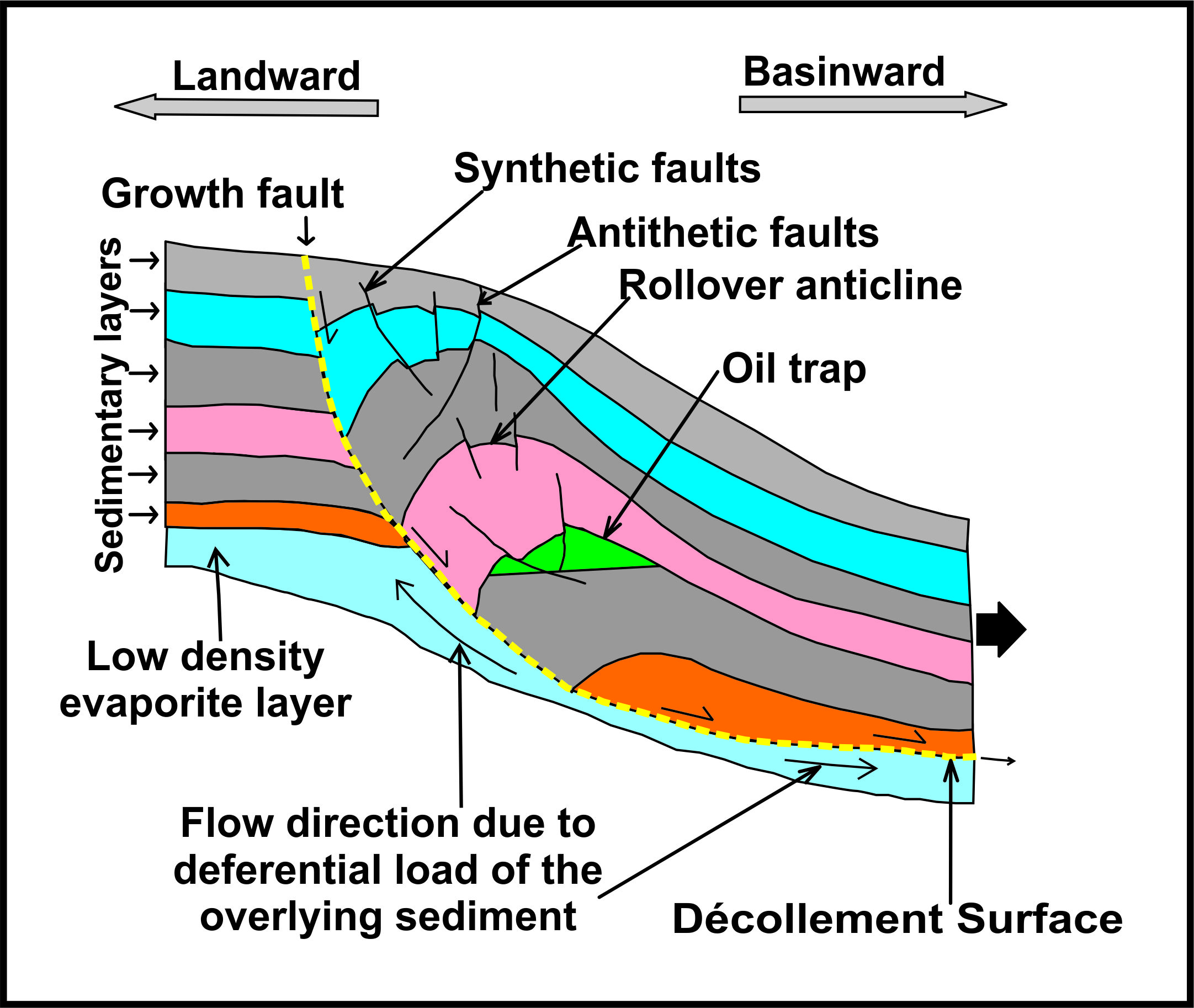
Esquema d'una falla de creixement (en anglès, «growth fault»). La part baixa de la falla és correcte. En correspondència amb la part baixa, la major acumulació de sediments (i per tant el major pes) determina una major deformació dels estrats (el terminologia anglosaxona «drag», arrossegar) que s'accentua per formar un veritable plec anticlinal, que pot ser una trampa d'hidrocarburs («oil trap» en la imatge)

L'entorn del delta és particularment propici per a la creació de jaciments d'hidrocarburs. Això es deu al fet que la posició de l'aparell deltaic el permet ficar-se en contacte amb les argiles marines (roca mare), riques en matèria orgànica capaç de produir hidrocarburs, amb les sorres deltaiques que constitueixen excel·lents magatzems, i la contínua sedimentació de material fi argilós que permet la cobertura dels dipòsits d'argil·la que preserven la matèria orgànica de la ràpida degradació en el llit marí, elements necessaris per als processos que condueixen a la transformació de la matèria orgànica en petroli i gas natural. Aquestes argiles segellen la part superior dels punts potencials d'acumulació hidrocarburs (trampa d'hidrocarburs).
En zones de prodeltes caracteritzades per una sedimentació ràpida i abundant, i per una subsidència natural durant el creixement del delta, es pot formar falles sinsedimentàries conegudes com a falles de creixement (en anglès, «growth fault»). El moviment al llarg del pla de falla provoca en la part deprimida de la formació un forat en el qual el sediment tendeixen a acumular-se per l'augment de l'espai disponible; això determina un engrossiment dels estrats de la part rebaixada de la falla respecte al equivalent a l'àrea no rebaixada (on els sediments tenen menys espai disponible per dipositar-se entre la part inferior i el nivell de la mar). En la zona rebaixada, la càrrega de sediment acumulat pot causar la deformació dels estrats fins a la formació d'un anticlinal. Aquests anticlinals poden formar trampes d'hidrocarburs.
S'han explorat i posats en producció els principals jaciments de petroli del delta del Níger, els dipòsits deltaics del Juràssic mitjà de gres de Brent de la conca de la Mar del Nord, i els dipòsits del Miocè de la conca de Pannònia.

### Materials de construcció
Les àrees del delta també poden ser considerades una font de grava i sorra, materials econòmicament rellevants per a la construcció.

## Llistat dels principals deltes del món

### Àfrica
- Níger i el seu delta interior
- Nil
- Ogooué
- Okavango
- Senegal
- Sine-Saloum

### Amèrica
- Albany
- Amazones
- Colorado
- Coco
- Jacuí
- Mackenzie
- Mississippí
- Orinoco
- Paraná
- Parnaíba (Delta das Americas)
- Sacramento
- Yukon-Kuskokwim (Yukon i Kuskokwim)

### Àsia
- Amudarià (assecat)
- Chao Phraya
- Ganges
- Godavari
- Groc
- Iangg Tsé
- Ienissei, a l'oceà Àrtic i al llac Baikal
- Indiguirka
- Indus
- Irauadi
- Kaveri
- Krishna
- Kura
- Lena
- Mahanadi
- Mekong
- Ob
- Oleniok
- Perla (Xi Jiang i Perla)
- Sirdarià (assecat)
- Tonkin (Roig)
- Ural

### Europa
- Ebre
- Danubi
- Dnièper
- Don
- Rin-Mosa-Escalda
- Petxora
- Po
- Roine
- Volga

### Oceania
- Fly
- Kikori

## Galeria d'imatges

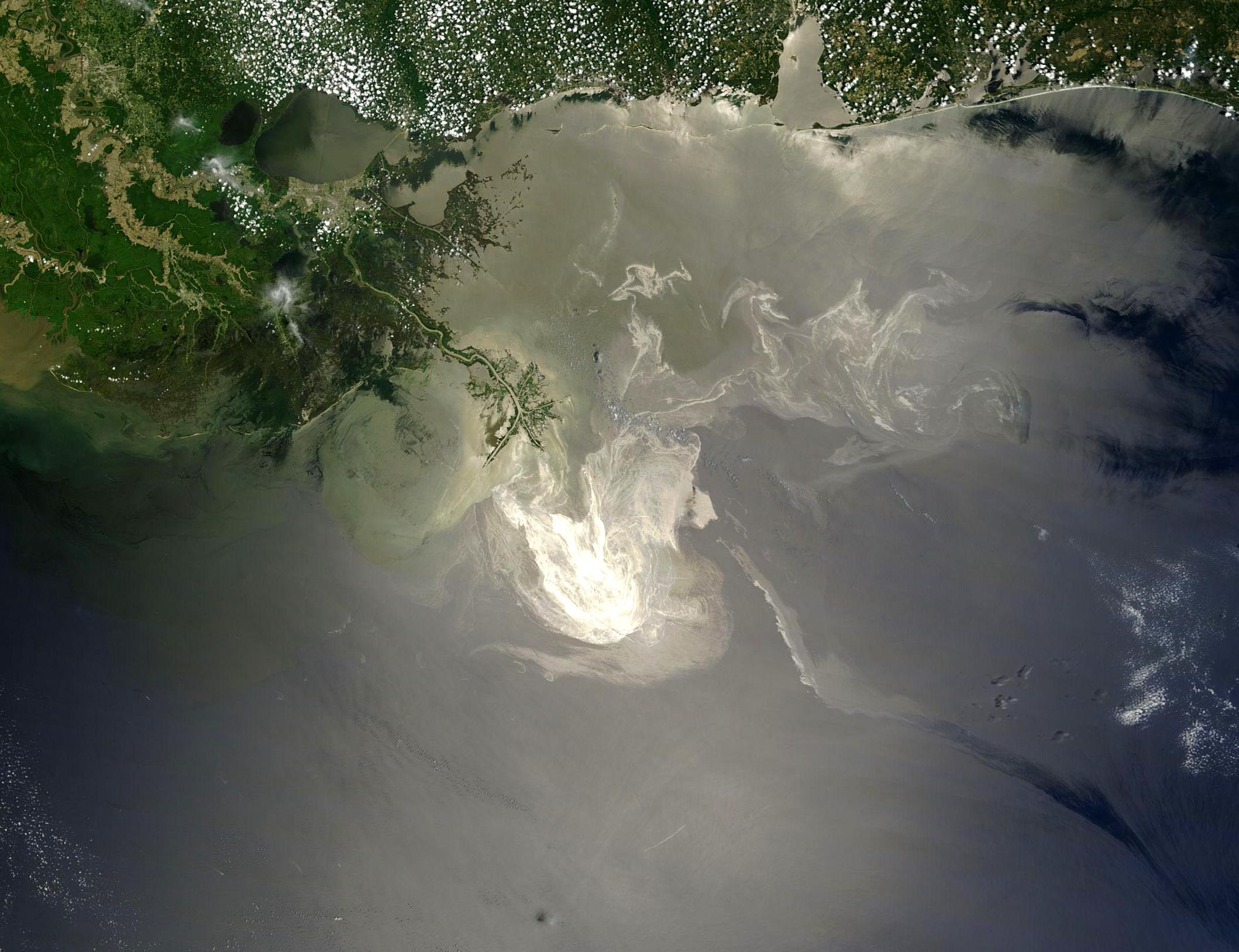
Imatge de satèl·lit a gran escala del delta del Mississippi. És un exemple de delta lobulat
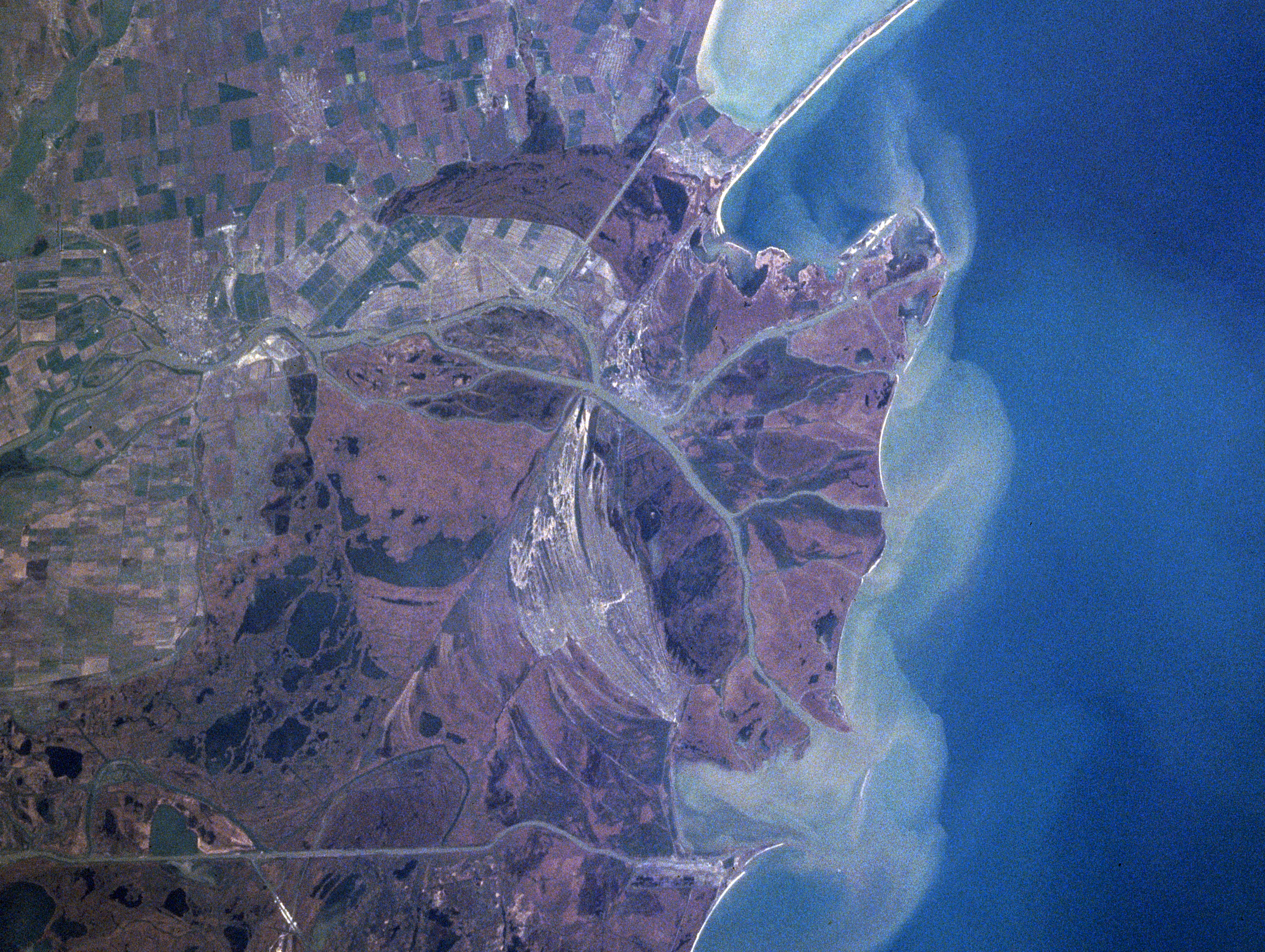
Visió del conjunt del delta del Danubi. És un exemple de delta arquejat
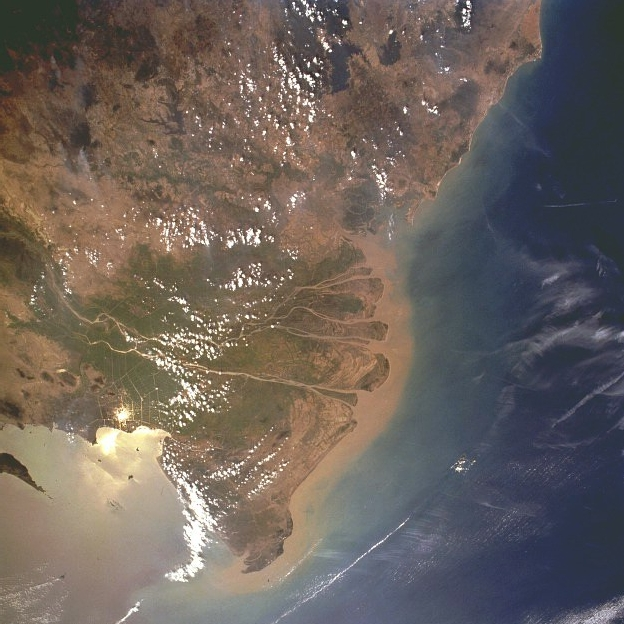
Delta arquejat del riu Mekong
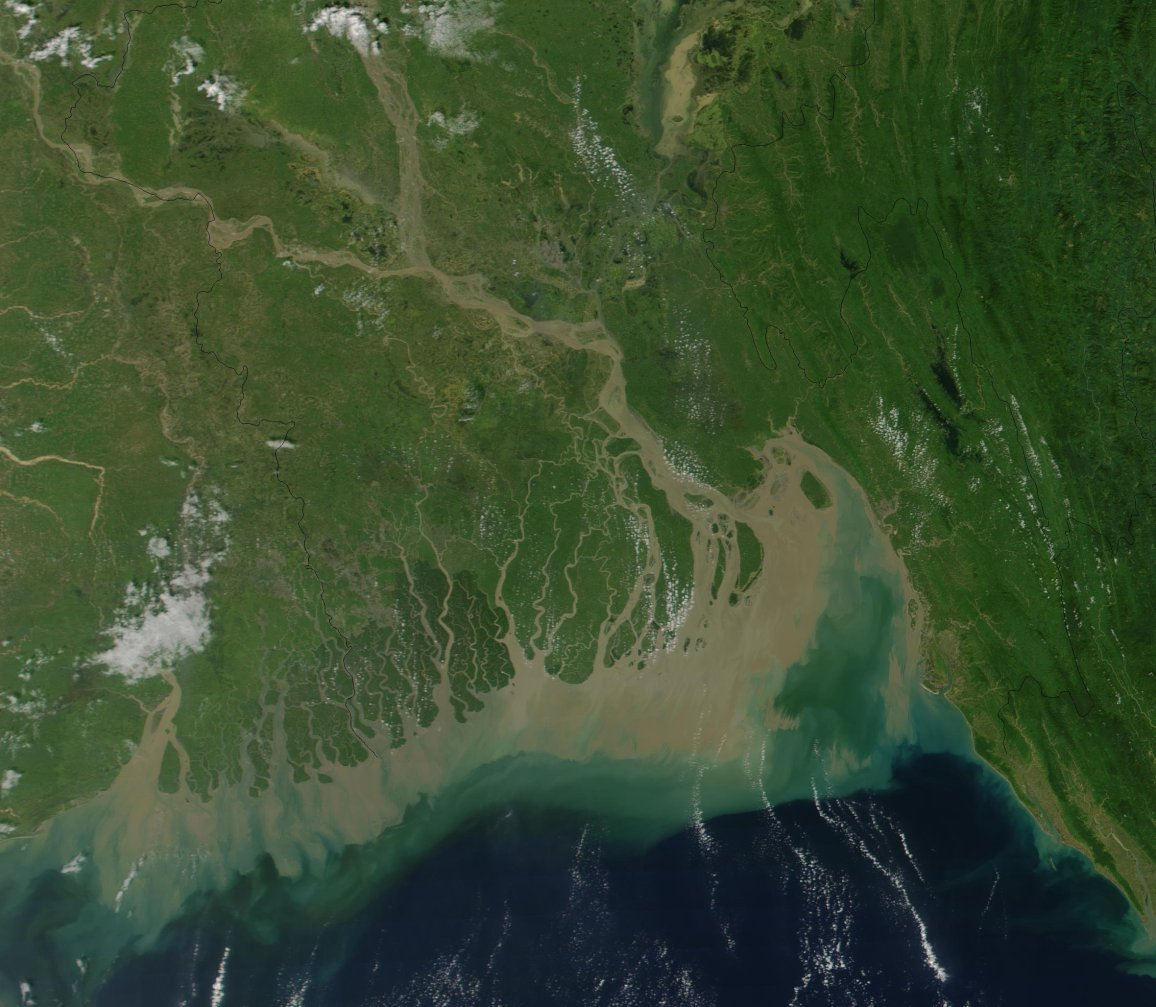
Vista general del delta del Ganges. La seva morfologia està controlada per la força de les marees
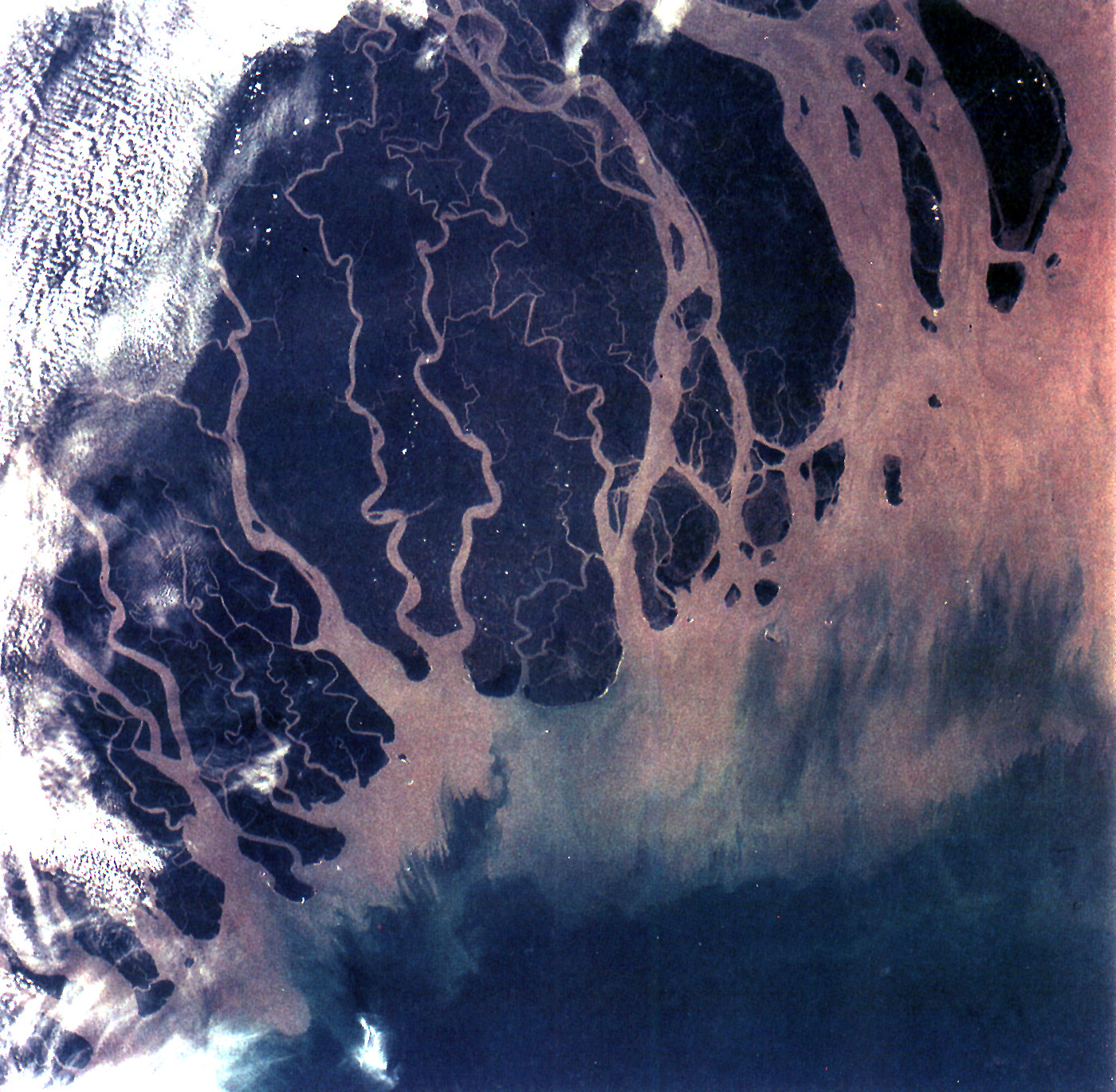
Delta del Ganges, detall dels canals distributaris paral·lels [Nota 12]
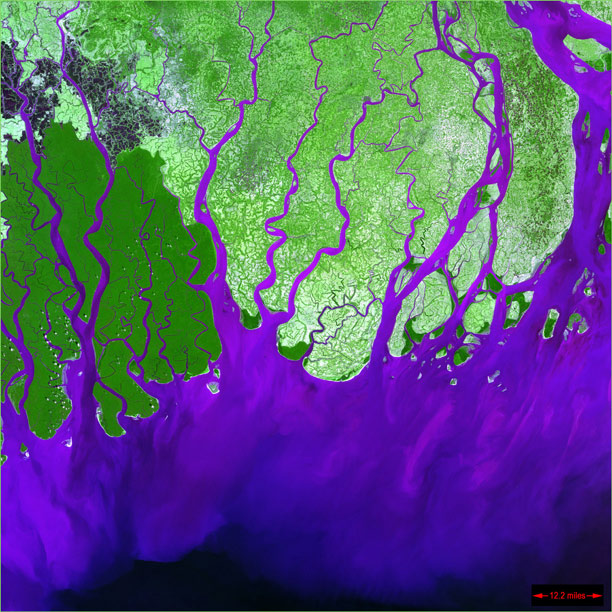
Detall del delta del Ganges. S'observa l'entrellaçament de tots els canals, bàsicament perpendicular a la costa
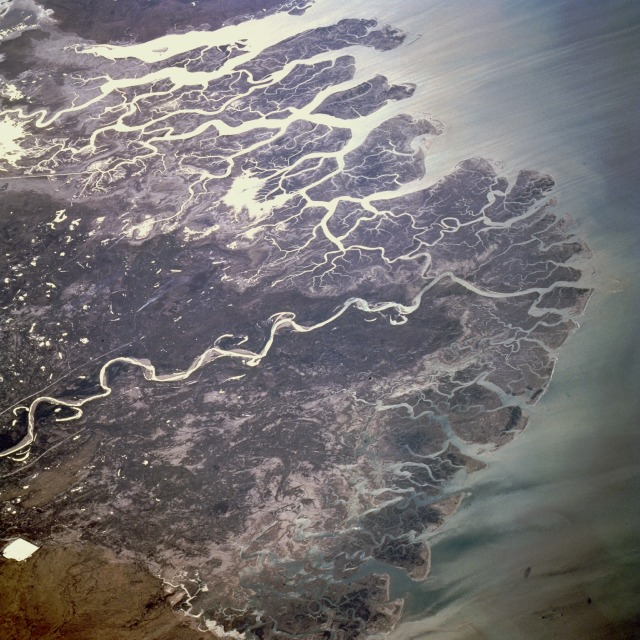
Delta de l'Indus, dominat pels processos mareals
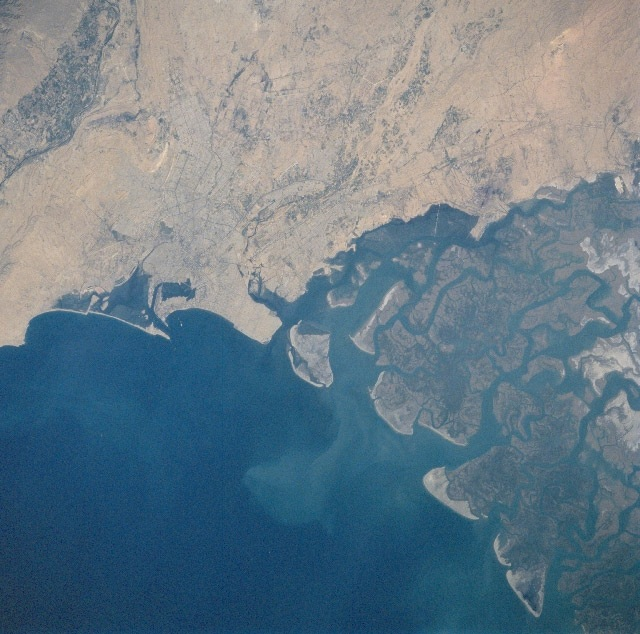
Vista general del delta de l'Indus
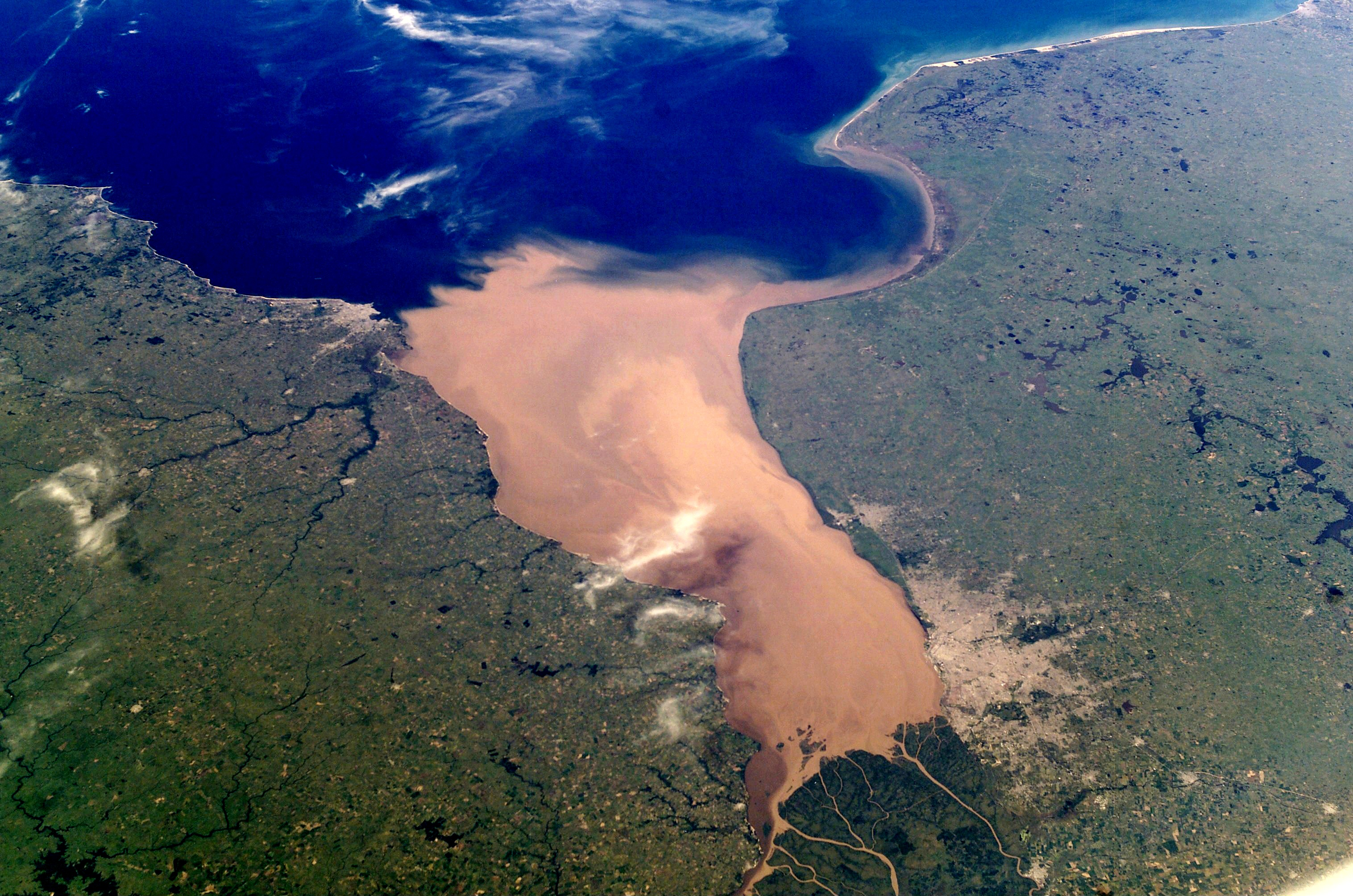
Riu de la Plata, típic exemple de delta-estuari, on l'energia predominant és directament l'oceà Atlàntic
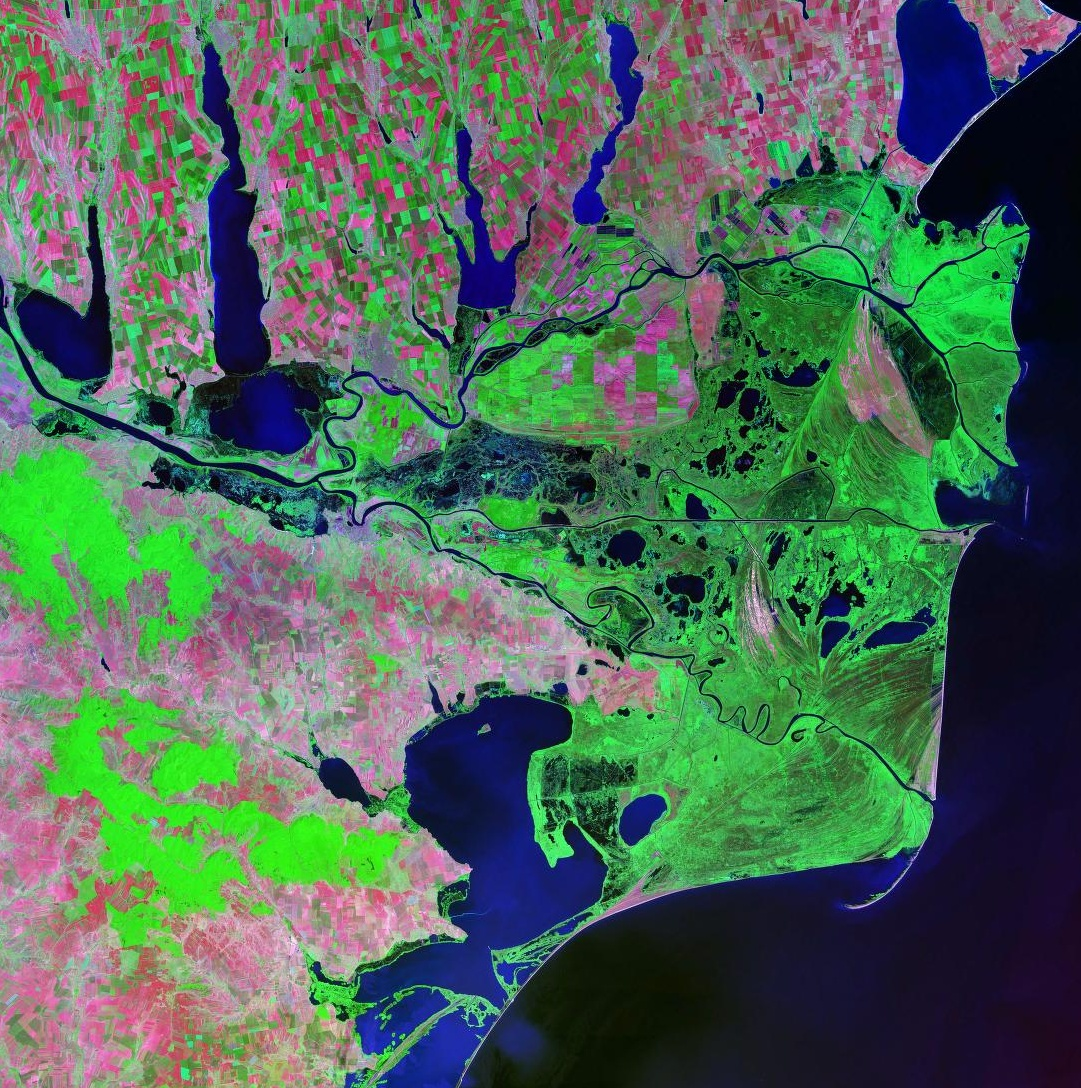
Delta del Danubi, fotografia de Landsat
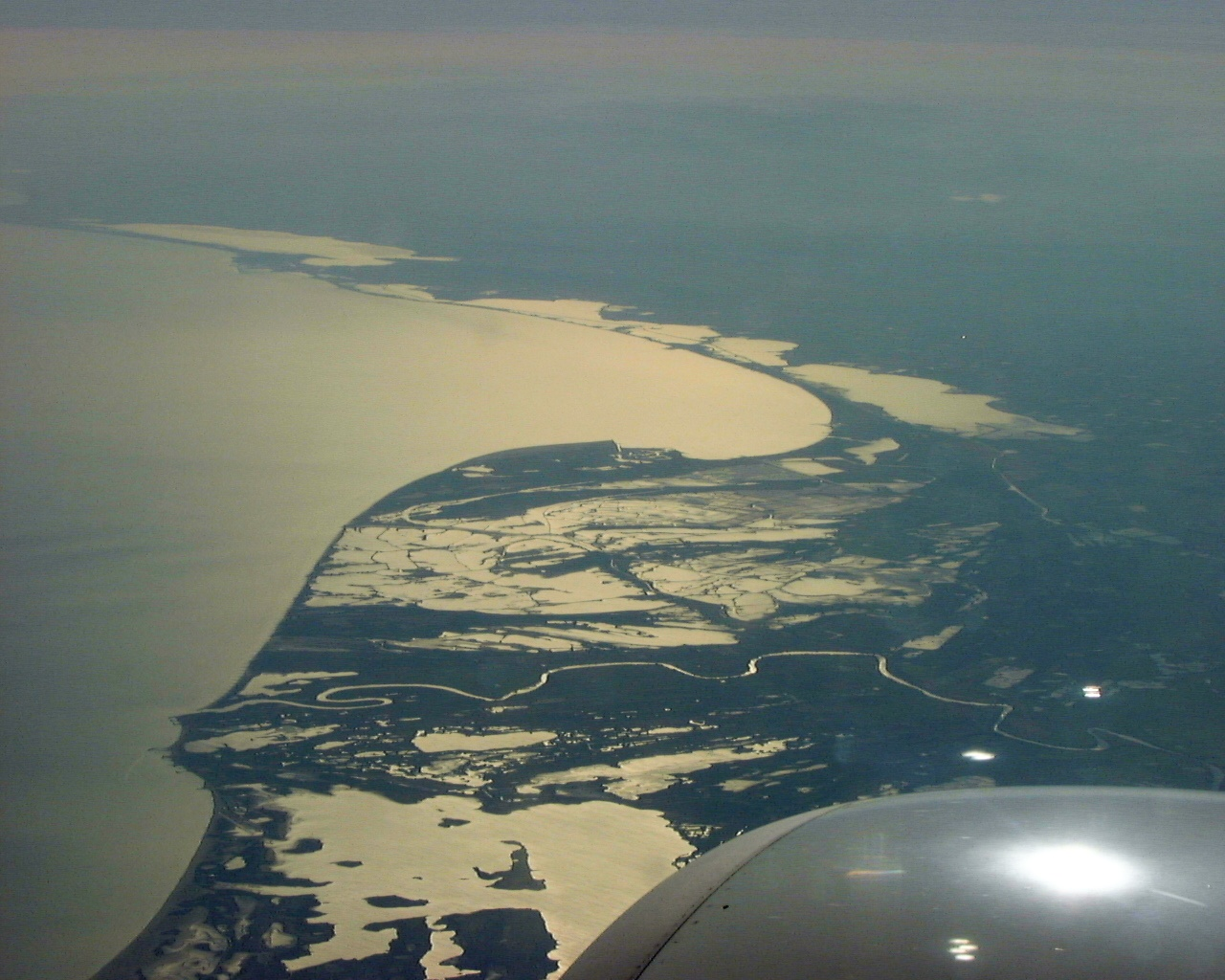
Delta del Roine, fotografia aèria, vista obliqua
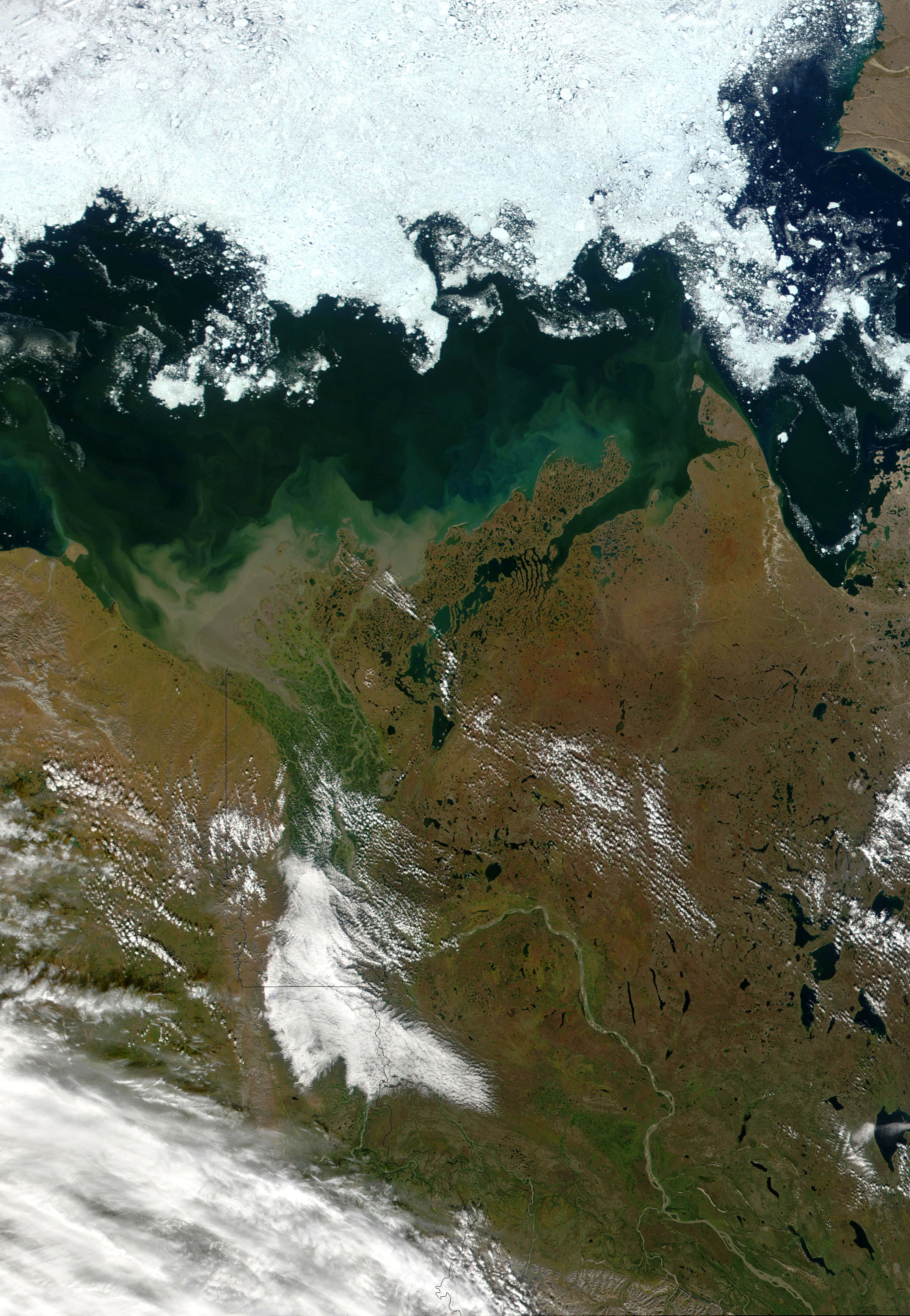
Delta del Mackenzie, que desemboca a l'oceà Àrtic
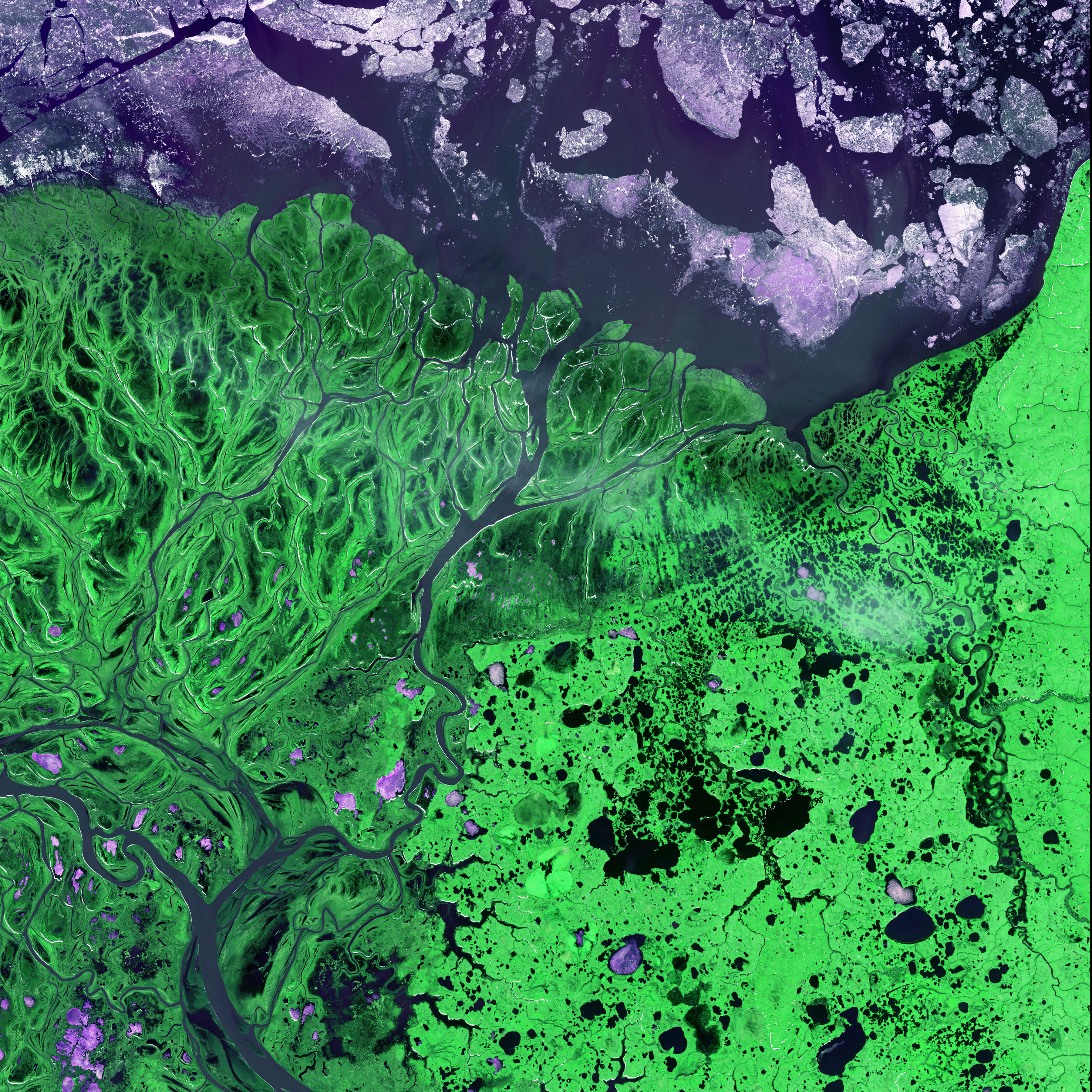
Delta del Yukon [Nota 13]
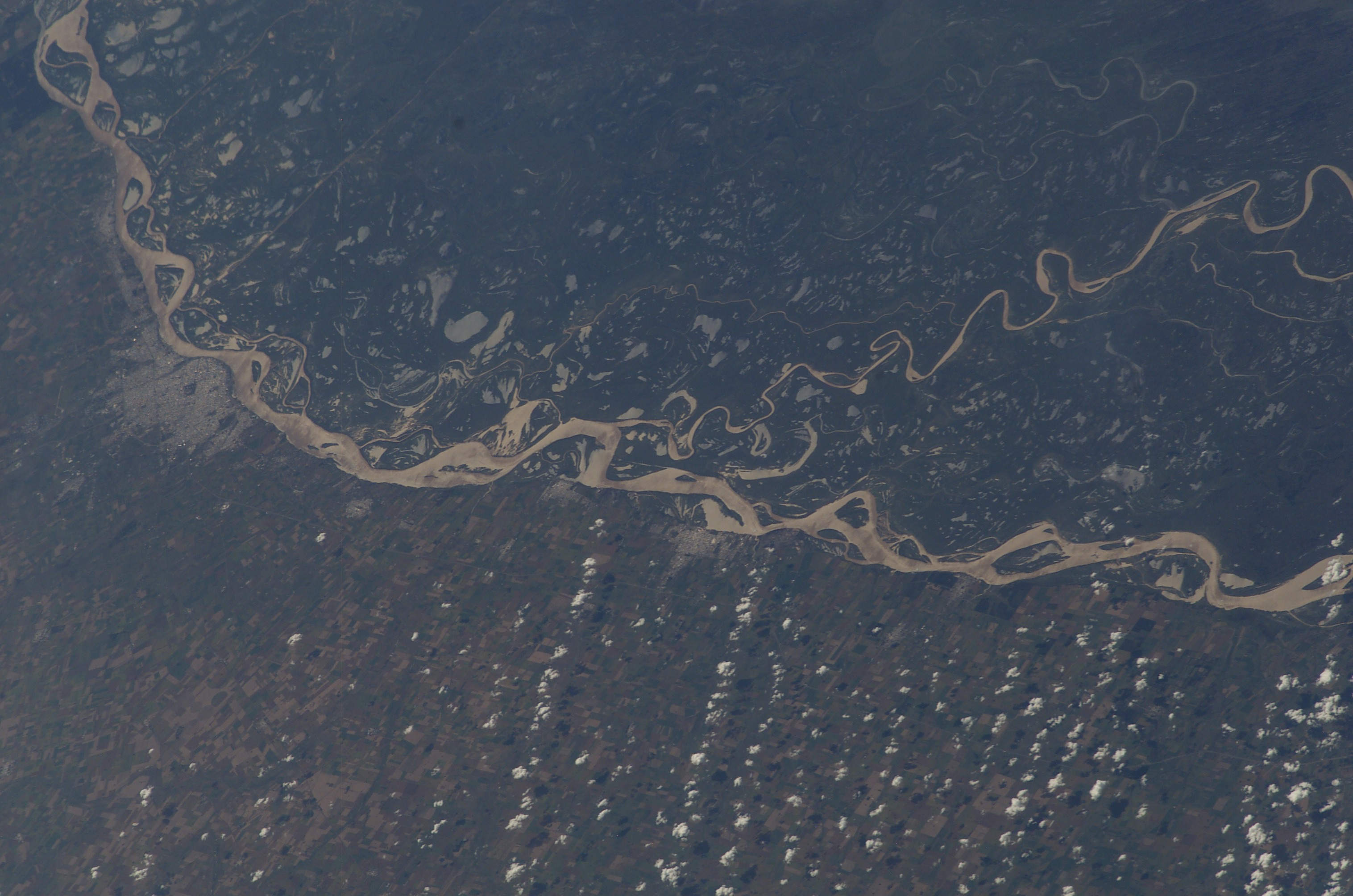
Part del delta i de la plana al·luvial del riu Paraná
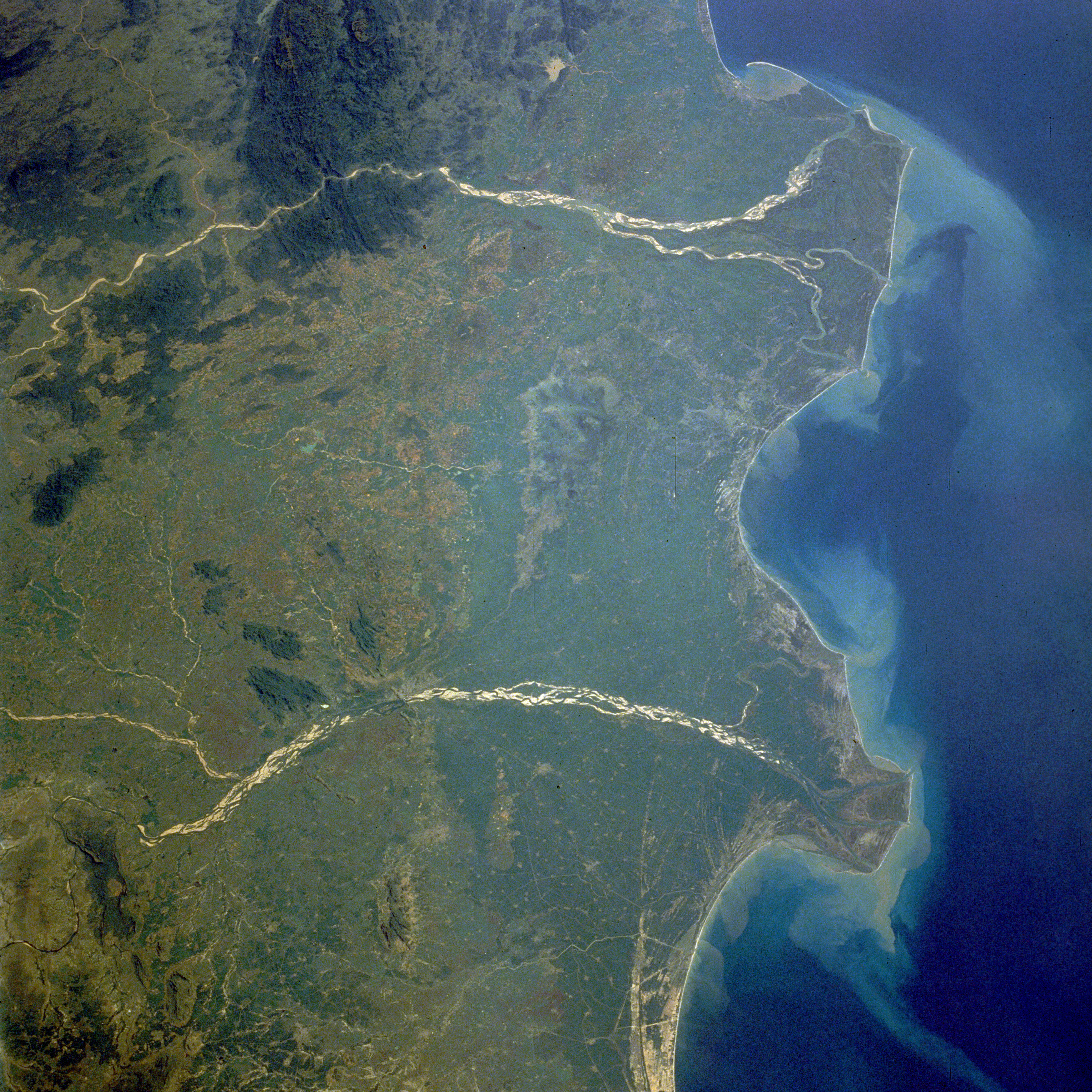
Golf de Bengala, delta del Godavari (a dalt) i el delta del Krishna
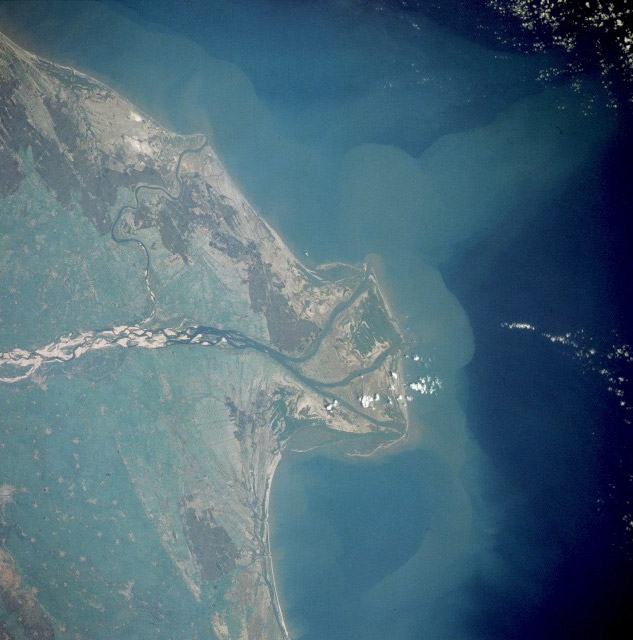
Delta del Krishna. S'observa fins i tot un petit delta creat per un desviament del riu a la banda esquerra
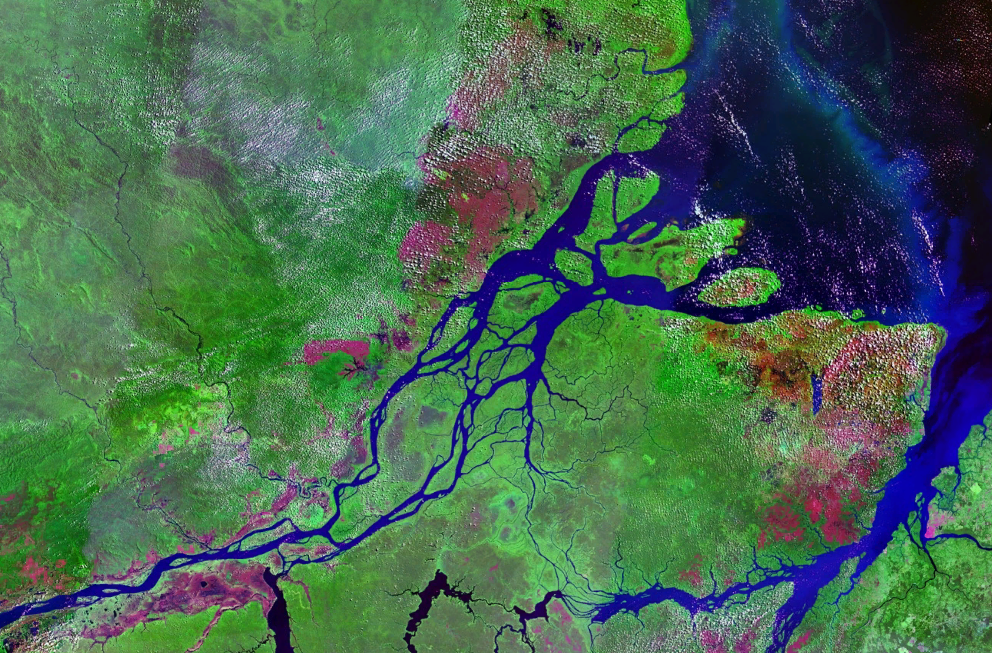
Vista general del Delta de l'Amazones
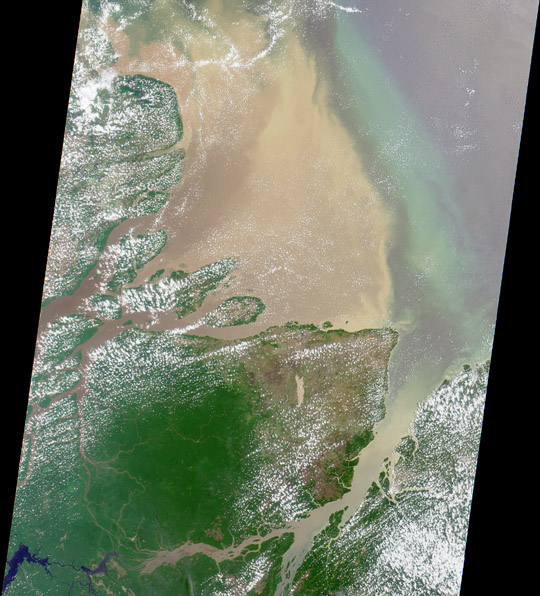
Detall del Delta de l'Amazones
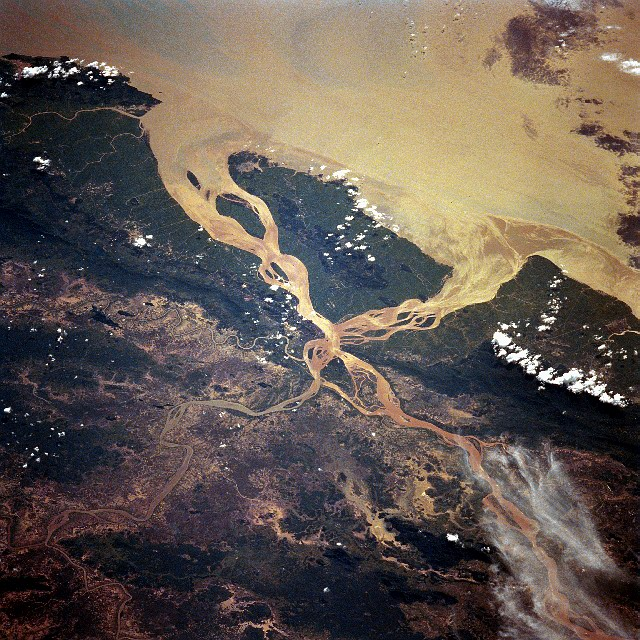
Delta del Salween
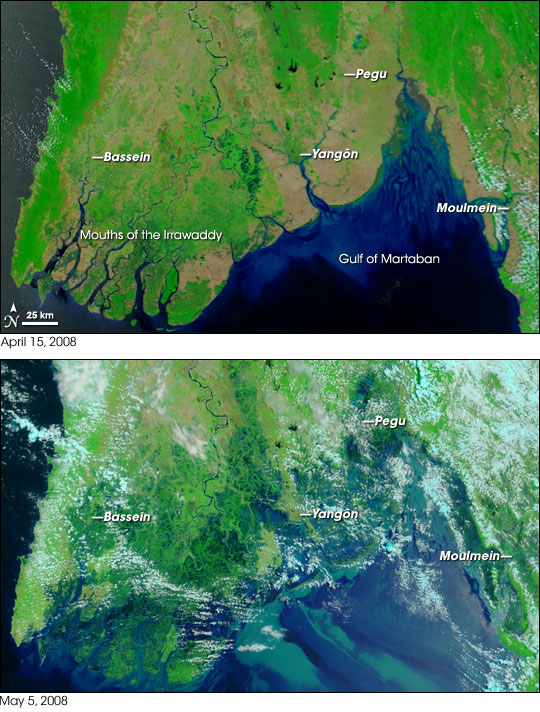
Delta de l'Irauadi, abans i després d'un cicló que ha erosionat part de la plana deltaica
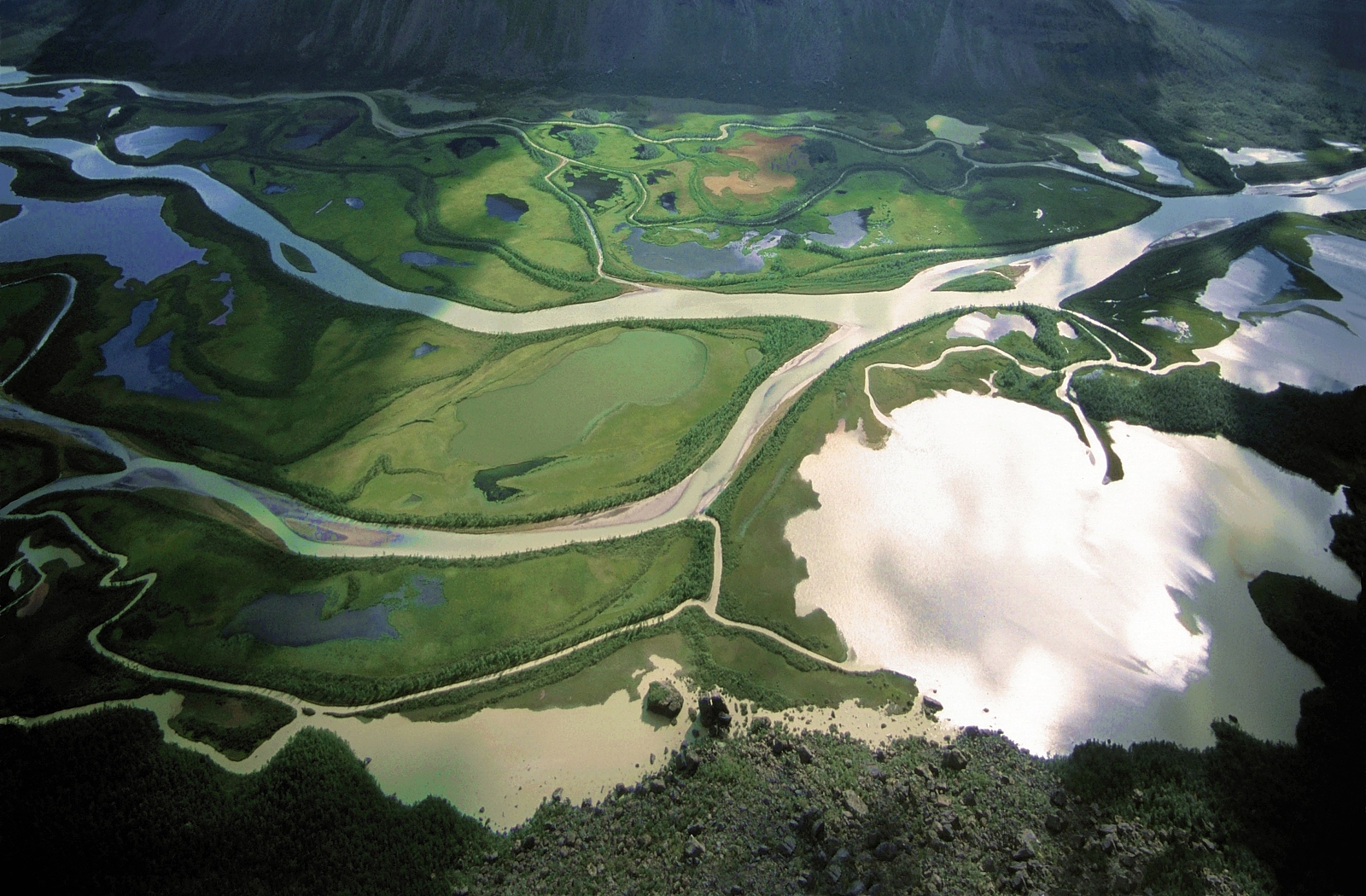
Parc Nacional de Sarek, delta del Rapa dins d'una conca glacial, vist des del mont Skierffe
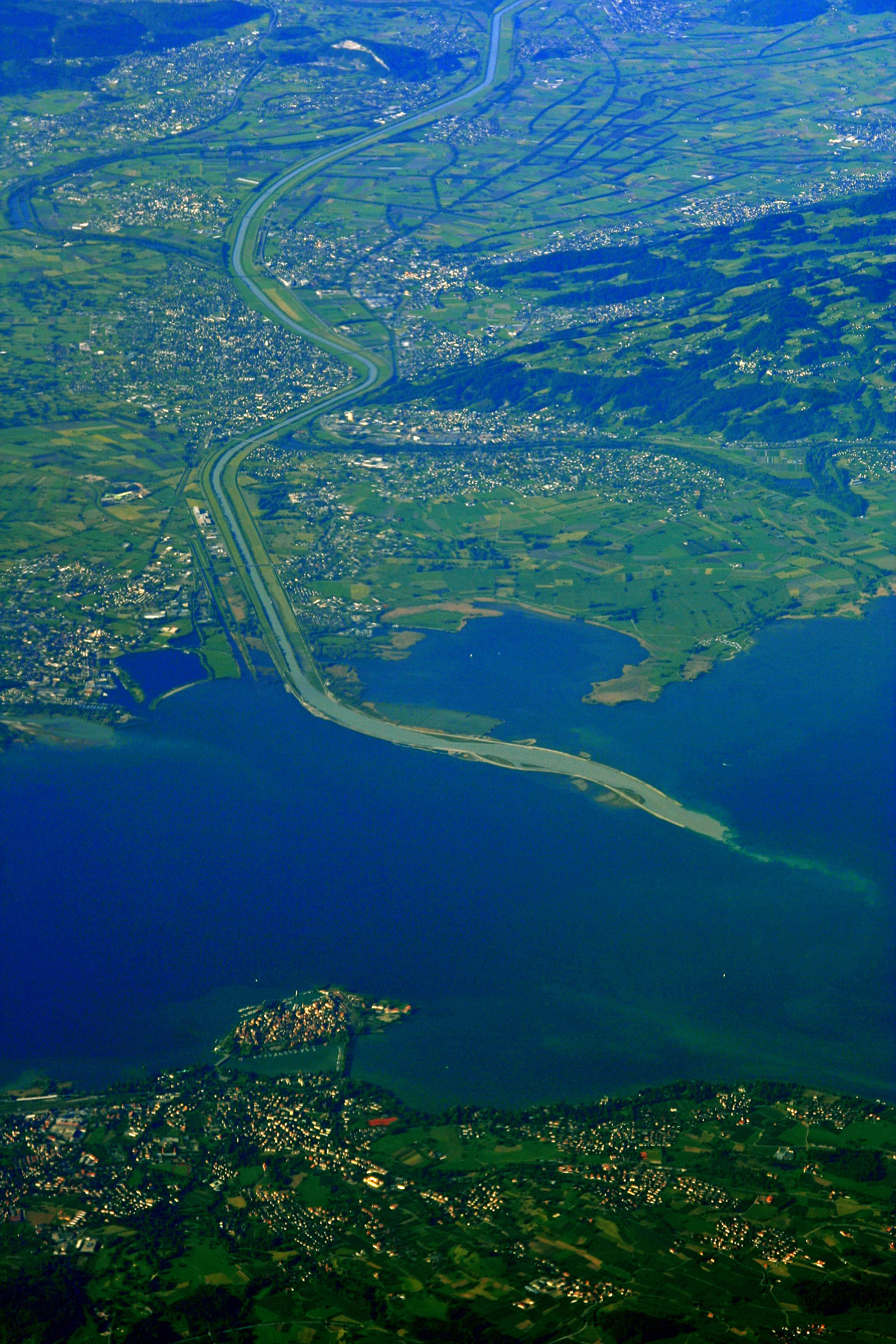
Delta lacustre del riu Reno al llac de Constança
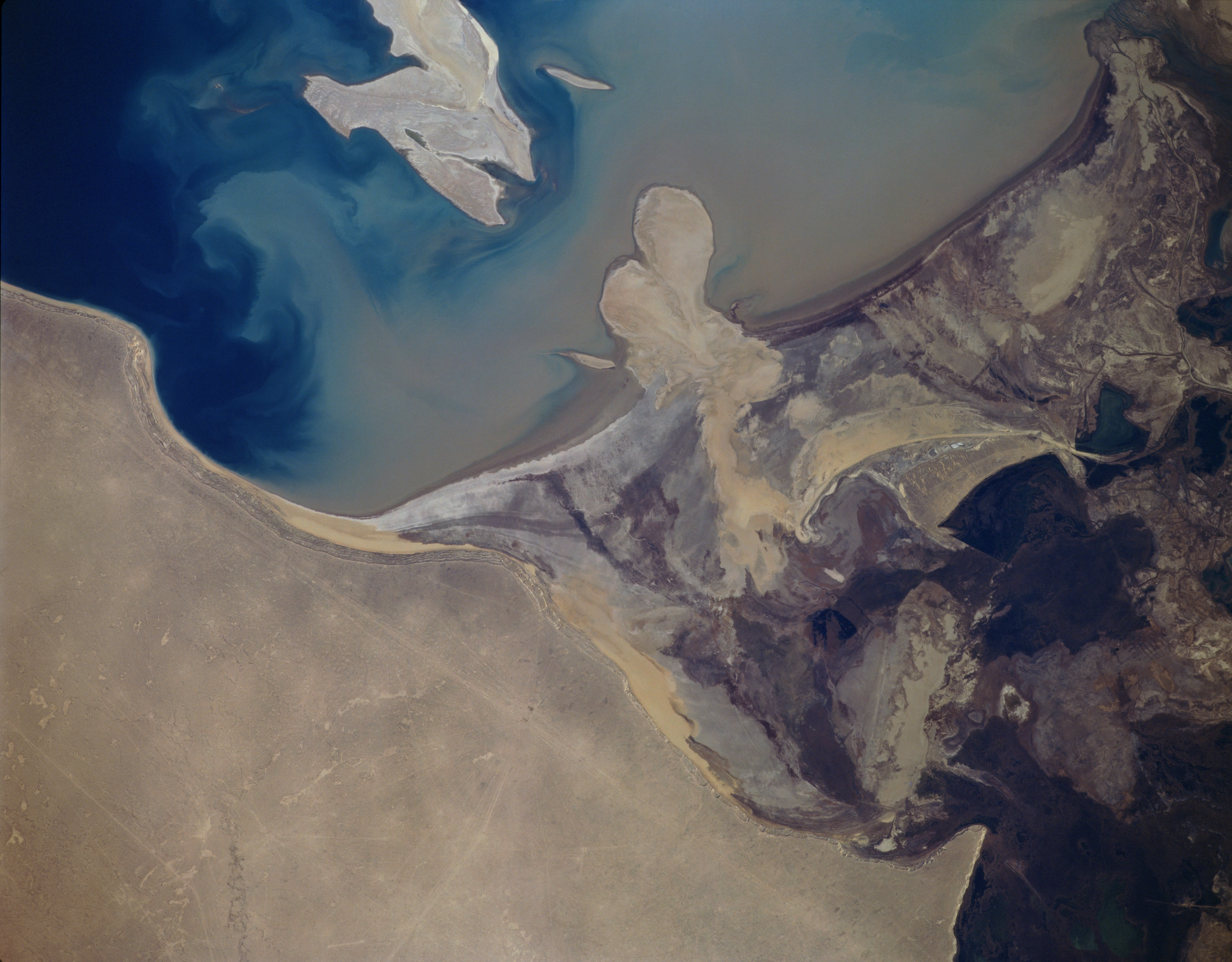
Delta de l'Amudarià que acaba en la conca endorreica del mar d'Aral[Nota 14]
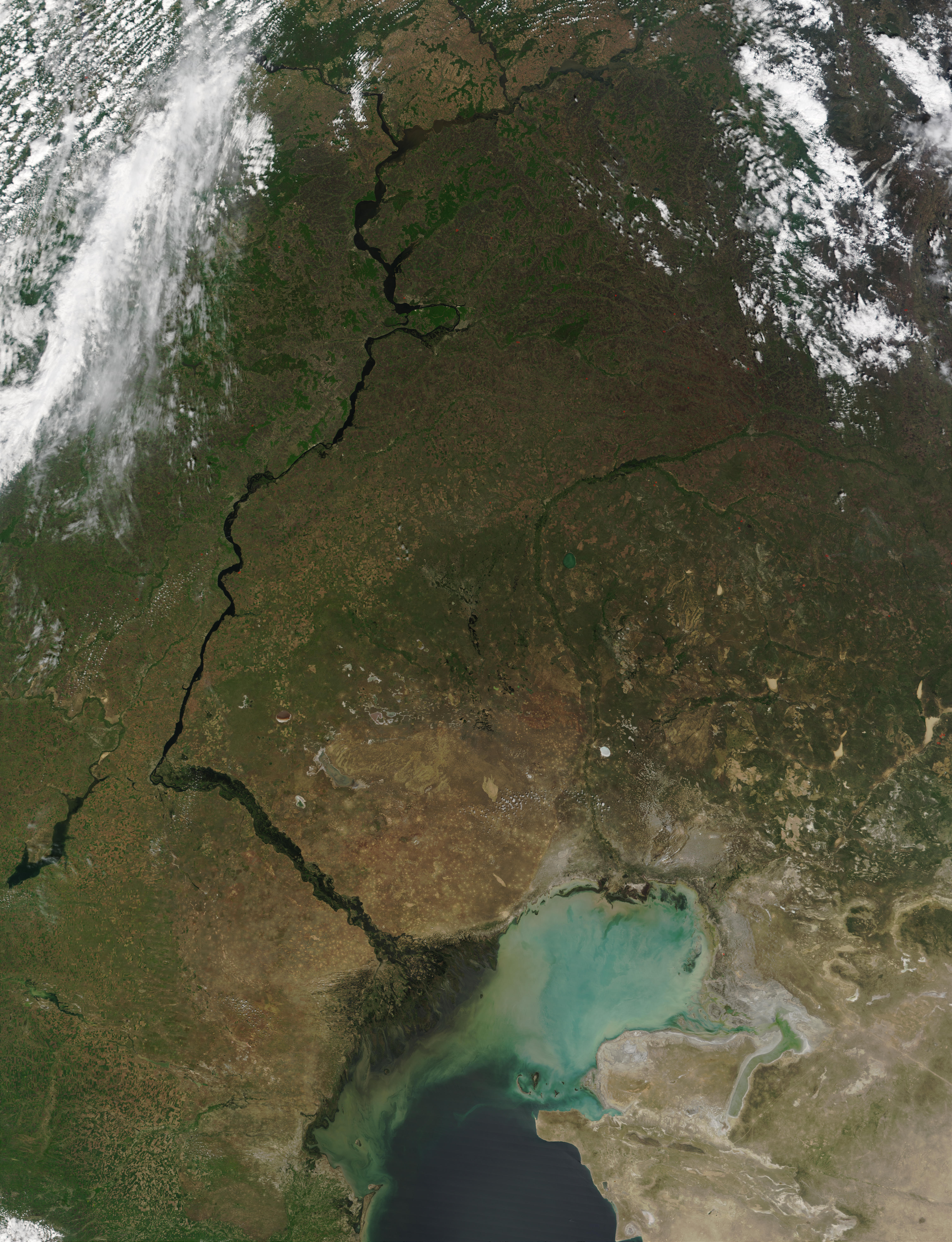
Vista del conjunt del Delta del Volga, que desemboca a la mar Càspia
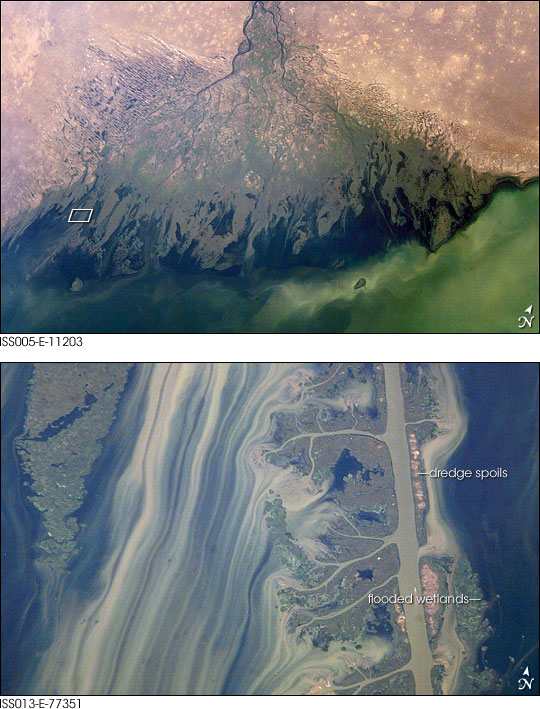
Detall del Delta del Volga. La baixa energia de la conca receptora ha permès el desenvolupament de canals ramificats
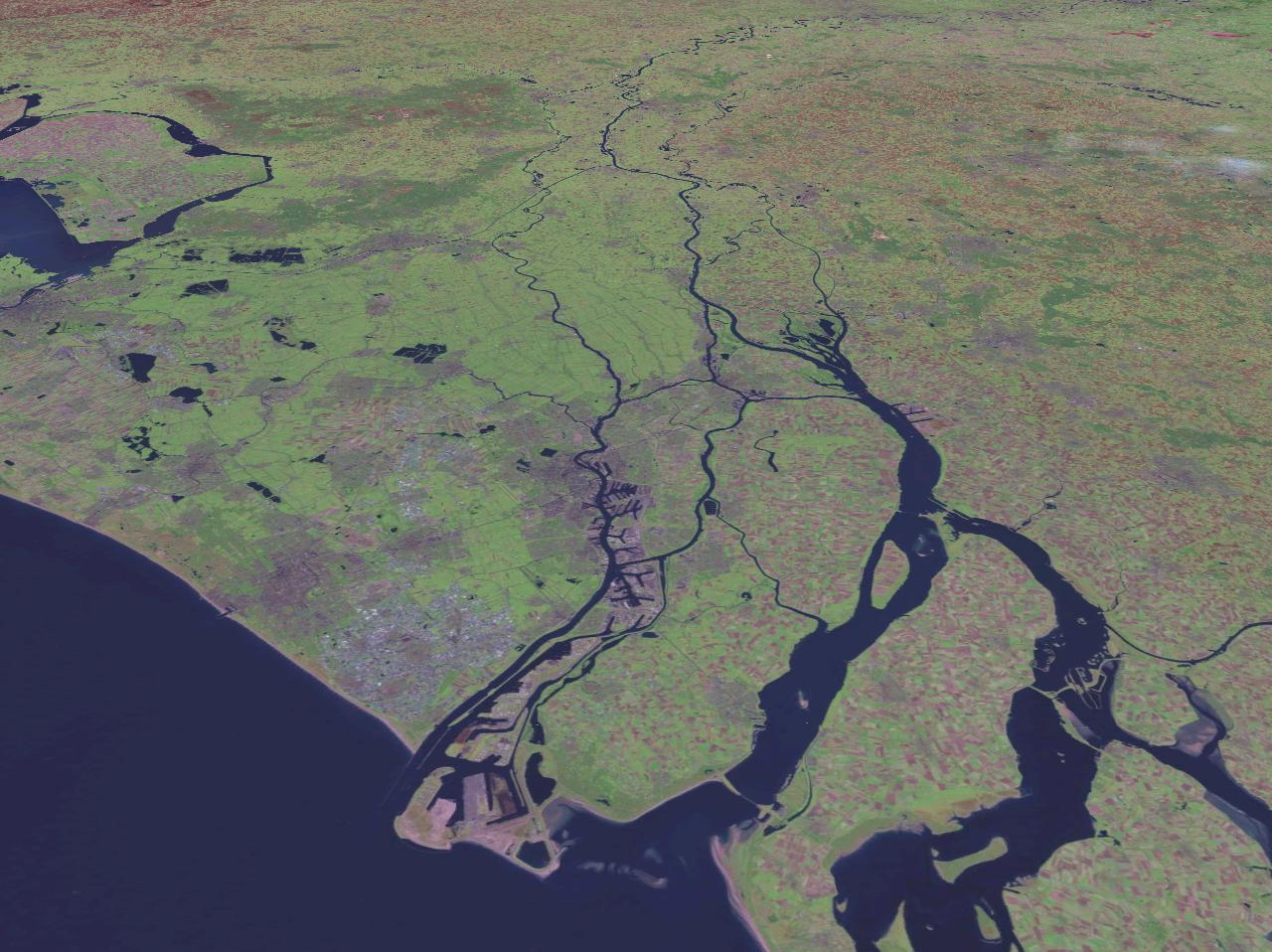
Delta del Rin-Mosa-Escalda
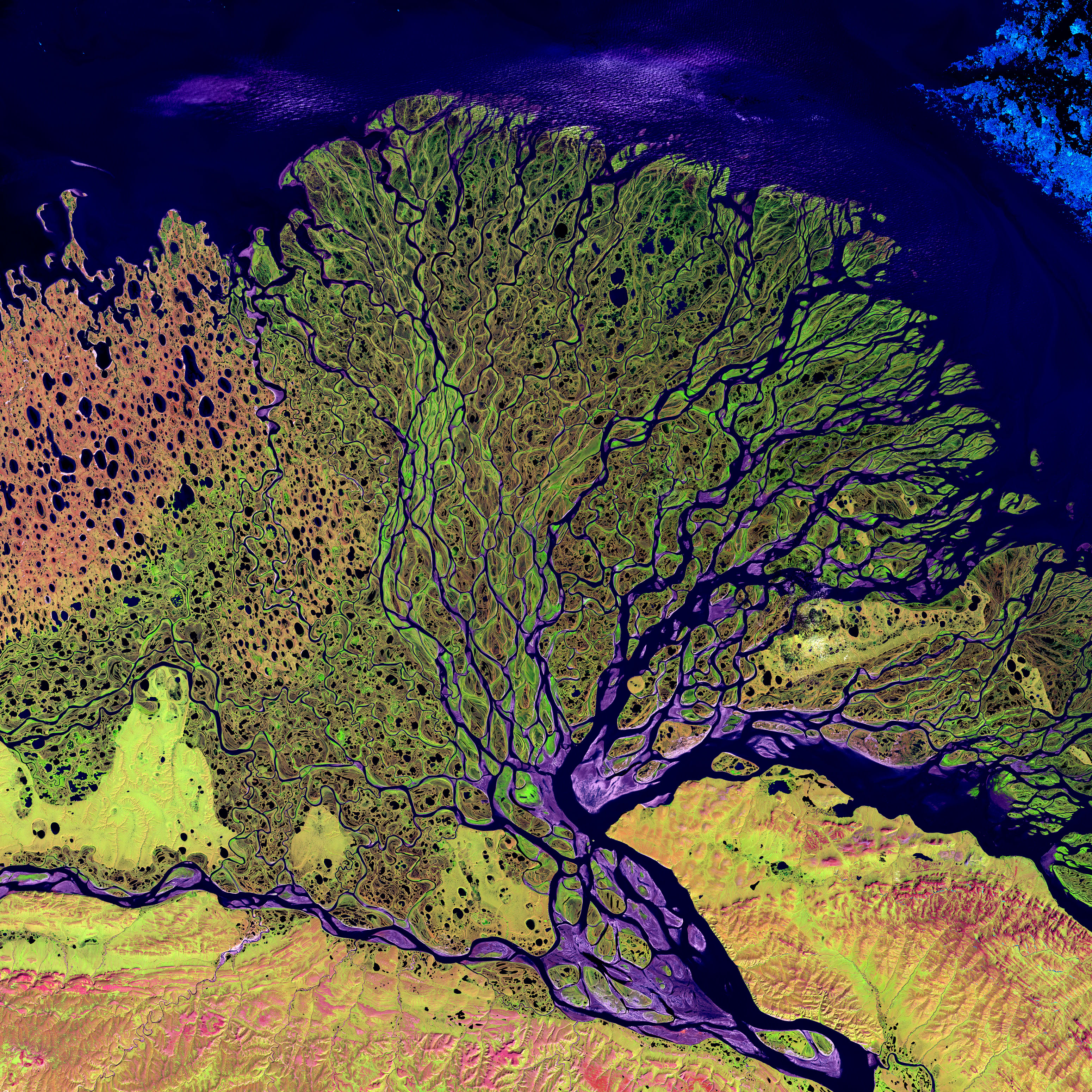
Delta del Lena

## Exogeologia
Si es considera la definició de delta en el sentit ampli, és a dir, com una acumulació de sediments en la desembocadura d'un canal natural que a través de l'acció d'un corrent de líquid transmet material sedimentari dins d'una conca que conté un líquid relativament estacionari, llavors els aparells deltaics són recognoscibles tant en la Terra com en la superfície d'almenys altres dos cossos celestes del sistema solar: el planeta Mart i el satèl·lit més gros de Saturn, Tità.
En el primer cas, es tracta de cossos sedimentaris actius en el passat geològic del planeta; en el segon cas són cossos sedimentaris causats per fenòmens geològics probablement encara actius.

### Mart

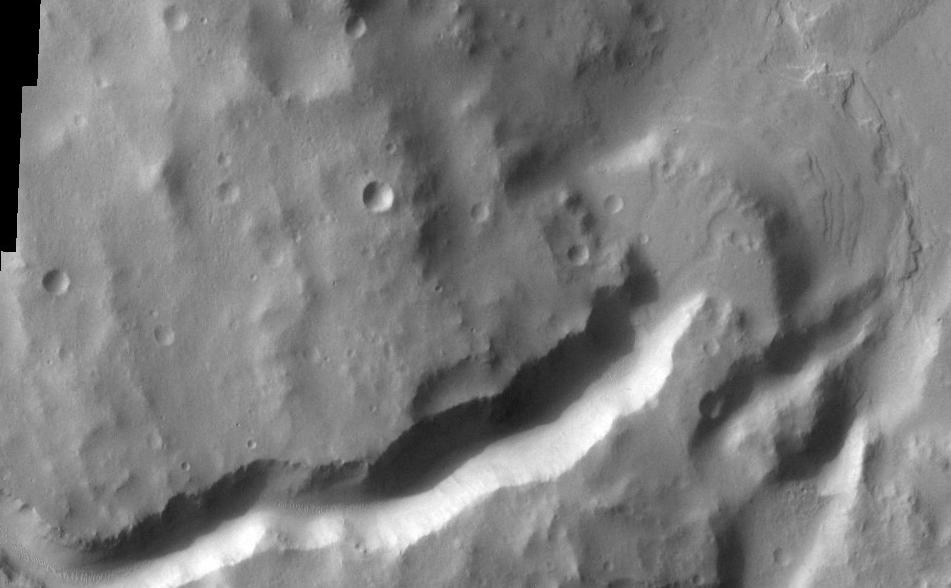
(fig. 1) Mart, Lunae Palus. Aquest accident geogràfic mostra sorprenents similituds amb un delta-ventall del tipus Gilbert. En aquest cas, és evident la distinció entre plana deltícia (en la seva major part plana, a la sortida del canal d'alimentació, solcat per canals possiblement distributaris), el delta frontal (caracteritzat per algunes formacions lobulades que semblen barres) i els prodeltas (l'escarpament desgastat en direcció cap a la conca). En aquest cas, l'analogia morfològica sembla suggerir la presència real d'una conca plena d'aigua (o un altre líquid amb densitat i viscositat similar) amb un nivell estable corresponent al límit plana deltaica

Hi ha sediments de dipòsits al·luvials i processats per l'aigua presents en Mart, que probablement es van desenvolupar en condicions similars a les de la Terra primitiva. Van ser detectats per les sondes espacials (especialment a través de la teledetecció fotogràfica) en canals situats dins d'esquerdes, valls i formacions geològiques similars a un aparell deltaic, situades a la desembocadura dels canals dins de les zones deprimides de la conca i d'antics cràters d'impacte. Es creu que aquestes formacions es van originar durant la part final de l'era noaica (era geològica de Mart, fa uns 3.800 - 3.500 milions d'anys, que es correspon a la part més antiga de l'arqueà terrestre).

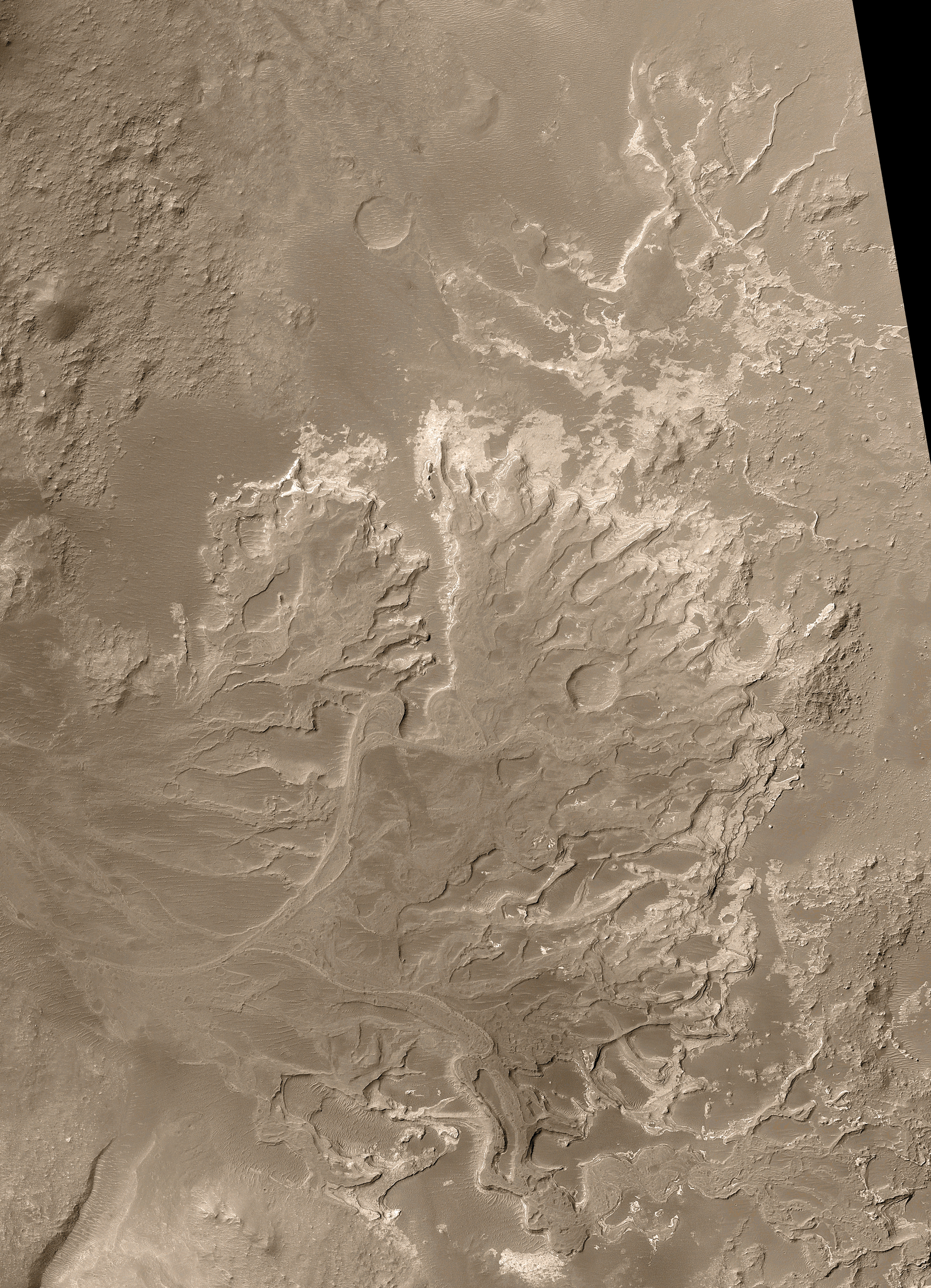
(fig. 2) Mart, hemisferi sud (nord-est del cràter Holden). Aquest accident geogràfic ha sigut interpretat com un tipus de delta digitat. En aquest cas, la xarxa de canals distributaris són visibles en «negatiu» (és a dir, en relleu), perquè els sediments més fins dels canals han sigut en gran part erosionats i transportats per l'acció del vent

No hi ha una única opinió entre els investigadors sobre l'origen d'aquestes estructures. En general s'accepta que van ser causades per l'acció d'un agent en forma líquida; la seva distribució i la seva configuració són semblants a una xarxa de drenatge natural i tenen indubtables similituds amb les morfologies associades a les aigües continentals de la Terra. Això donaria suport a la hipòtesi que en el passat geològic de Mart va haver-hi aigua líquida (en l'actualitat, les condicions de la pressió atmosfèrica i la temperatura en la superfície de Mart no permet la presència d'aigua lliure, excepte en les regions més baixes). Però hi ha hipòtesis alternatives; aquestes formacions geològiques també poden haver estat excavades i construïdes a partir de diòxid de carboni en estat líquid (present en quantitats significatives com gel sec en els casquets polars de Mart) o per metà líquid.
També pel que fa la modalitat de les deposicions encara no hi ha unanimitat; específicament es discuteix si aquests dipòsits es deuen a corrents de baixa densitat, de tipus fluvial, o són de tipus de fluxos d'alta densitat i viscositat, de tipus similar a les esllavissades de fang i runes (flux de runa). Estudis recents han descobert diversos tipus diferents dels dipòsits sedimentaris en forma de ventall en Mart; d'aquests, hi ha dos que tenen més afinitats morfològiques respecte als deltes marins o lacustres de la Terra:

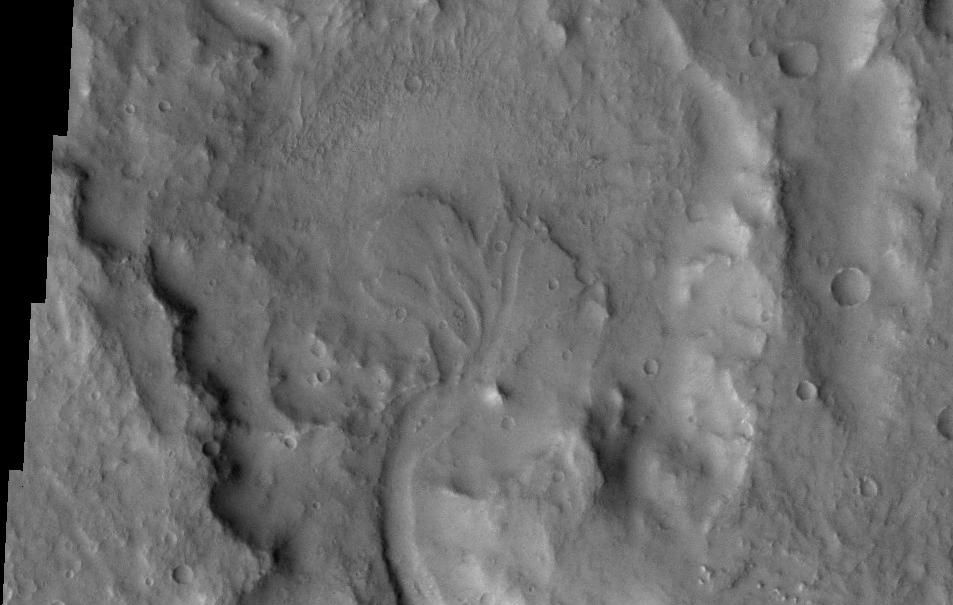
Mart, Margaritifer Sinus. Un altre possible aparell deltaic, que recorda la morfologia lobulada d'un delta, amb una plana deltaica i una xarxa de canals distributaris ben desenvolupada. Aquest aparell té molts cràters d'impacte (com les àrees circumdants), que indica tant l'antiguitat com la inactivitat perllongada

- aparells deltaics de forma semicircular o lobulada, amb una part superior plana (equivalent a una plana deltaica) i un front ben definit; la formació d'aquestes estructures requereixen estar a la vora d'una conca plena de líquid amb un nivell estable durant un cert període. Aquestes estructures tenen un gradient topogràfic d'al voltant d'1 grau de mitjana per a una longitud de 10 km, i són similars als cons de tipus delta Gilbert (un exemple típic es mostra en la fig. 1 de la Lunae Palus).
- aparells deltaics amb la part superior plana, que es caracteritza per una xarxa distributària ramificada, amb gradients sempre al voltant d'1 grau per a una longitud de 5 km (un exemple típic és el dipòsit identificat dins del cràter Holden, de la fig. 2), semblant al delta digitat o lobulat.

Tots aquests cossos sedimentaris estan de fet (com els terrestres) compostos de diverses etapes de desenvolupament, amb la superposició de diferents morfologies, que semblen indicar una història bastant complexa i canvis considerables del nivell de la base. En l'actualitat, aquests dipòsits són sens dubte inactius, més o menys afectats intensament pels cràters de meteorits, apareixent erosions en diversos graus i reelaborats pels processos eòlics que actualment prevalen en la superfície del planeta.
Recentment s'ha estudiat la distribució d'aparells deltaics hipotètics identificats fins al moment en el pol nord de Mart. Per a la majoria d'ells (el 53%), la posició de l'elevació del delta frontal sembla alinear-se al llarg d'una superfície plana tancada que inclou la majoria de les «terres baixes» hemisferi nord de Mart, que posteriorment es va constituir com un paleo-oceà en l'era noaica. La majoria dels patrons de drenatge desenvolupats apareixen per sobre d'aquesta superfície ideal, que reflecteix el nivell mitjà d'aquest oceà hipotètic.

### Tità

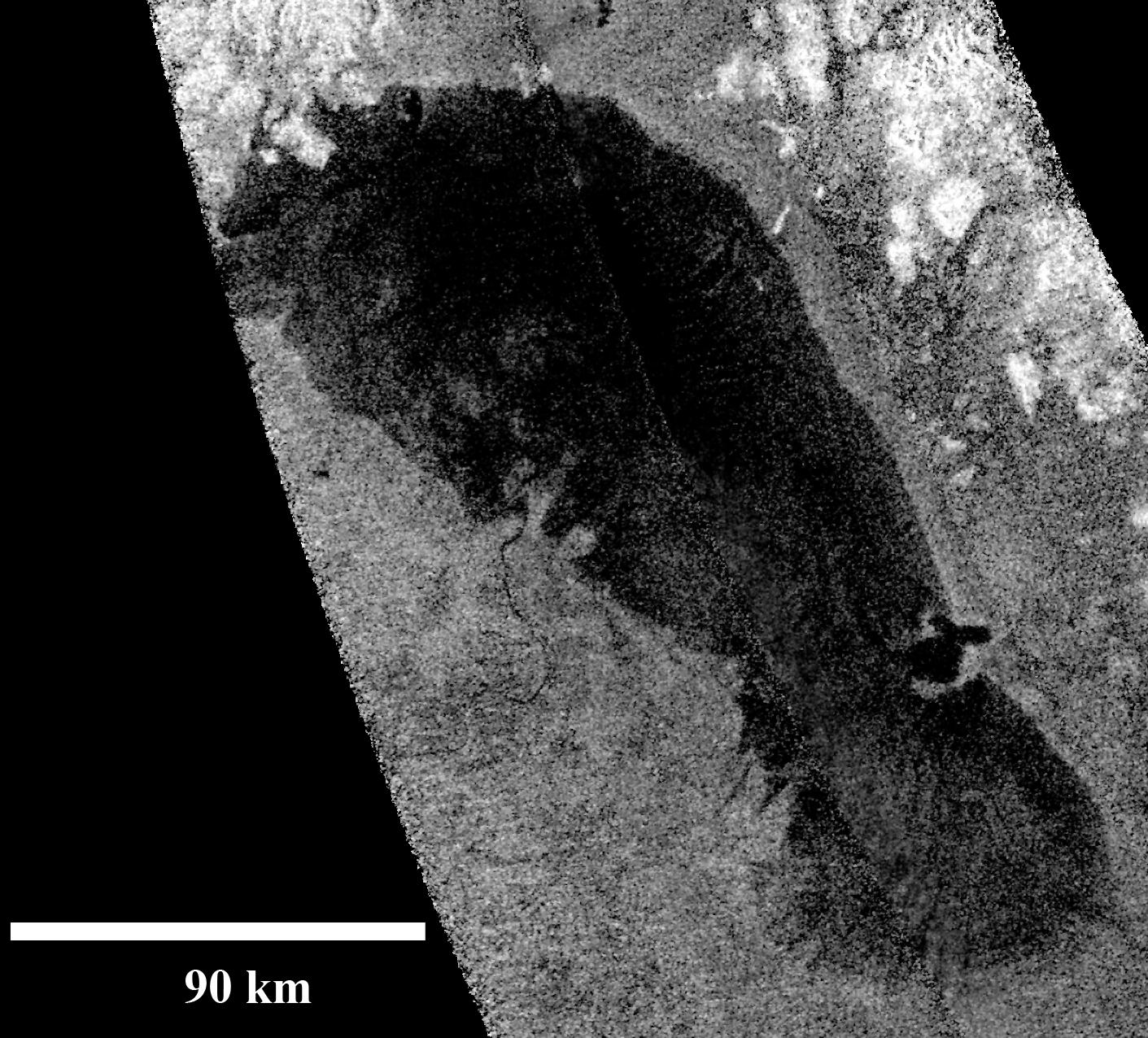
(fig. 3) Tità, Ontario Lacus. Imatges de radar de la sonda Cassini-Huygens. El nord està cap a la part superior de la imatge. A la costa oest (esquerra) és visible un canal en forma de meandre que aparentment desemboca en un cos lobulat que s'endinsa en el llac. Un segon lòbul (abandonat?) és visible a l'est (a la dreta). Aquests elements s'interpreten com un delta lobulat

El satèl·lit més gros de Saturn, Tità, té una atmosfera molt més densa que la de Mart i fins i tot la Terra (la pressió atmosfèrica és 50% més alta que la de la Terra), amb el desenvolupament de núvols i de veritables llacs i mars d'hidrocarburs líquids (principalment metà i età).
D'acord amb totes les proves reunides fins al moment per la missió espacial Cassini-Huygens, en la superfície del satèl·lit existeix un cicle hidrològic no tan sols d'aigua, sinó també d'hidrocarburs, amb precipitacions i xarxes de drenatge que alimenta els embassaments de fluids atmosfèrics. En aquest context es poden reconèixer elements morfològics al·luvials i deltaics, com el que es poden veure a l'Ontario Lacus (fig. 3), una conca situada en el pol sud de Tità, on a la costa oest (a l'esquerra) és visible un objecte amb dos lòbuls interpretables com un delta lobulat, al final d'un possible canal fluvial amb meandres que drenen líquids (aigua o hidrocarburs) per una plana lleugerament elevada en comparació amb el nivell de la conca.
La morfologia lobular de l'aparell deltaic sembla implicar la presència d'un moviment d'onatge i, per tant, presumiblement, de corrents costaneres de la mateixa conca. Aquest tipus de desenvolupament costaner es troba àmpliament en els llacs terrestres, com per exemple l'extrem sud del llac Albert, a l'Àfrica, entre Uganda i la República Democràtica del Congo.